# Château de Chaville
Le château de Chaville est un château détruit, qui se trouvait situé dans la commune de Chaville, et dont la somptuosité des jardins était réputée à la fin du XVIIe siècle. Cinq châteaux différents se sont succédé dans le temps, plus ou moins au même emplacement.

## Histoire

### Le château classique

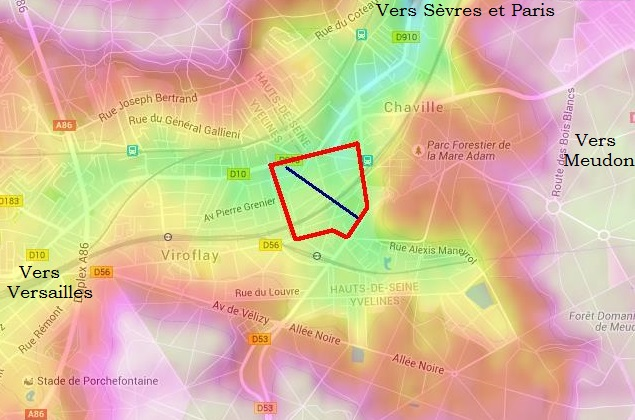
Topographie du vallon de Chaville, avec emplacement des jardins du château détruit.

#### Une reconstruction par Michel Le Tellier
Le château a appartenu à Michel Le Tellier, père de Louvois, qui y a employé l'architecte Charles Chamois et le jardinier André Le Nôtre, reconstruisant totalement le domaine.
À la mort du chancelier, en 1685, son fils Louvois poursuivra l'entretien des jardins, pour le compte de sa mère, Mme la Chancelière.

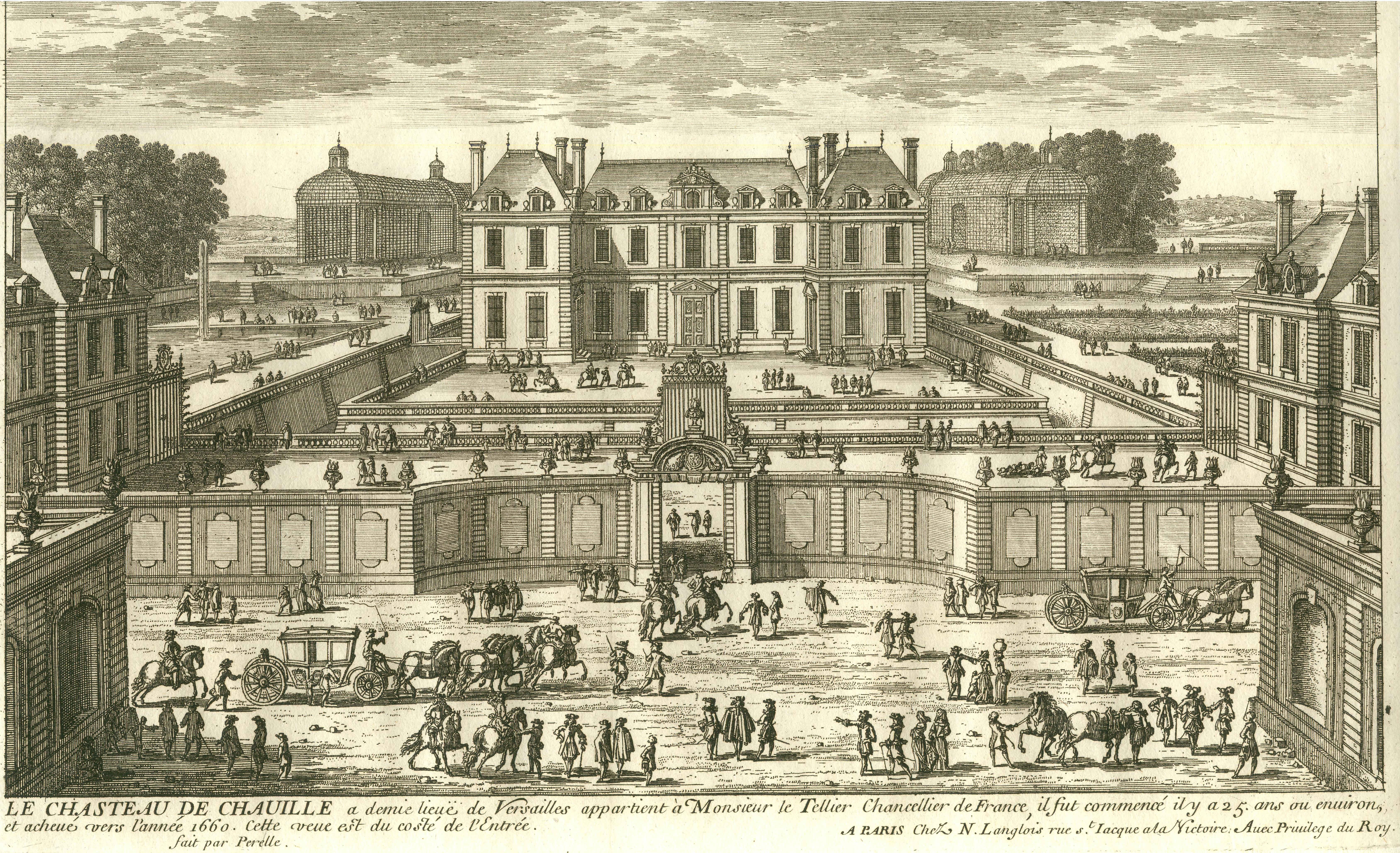
Le château de Chaville du côté de l'entrée, vers 1680. Pérelle[Lequel ?]
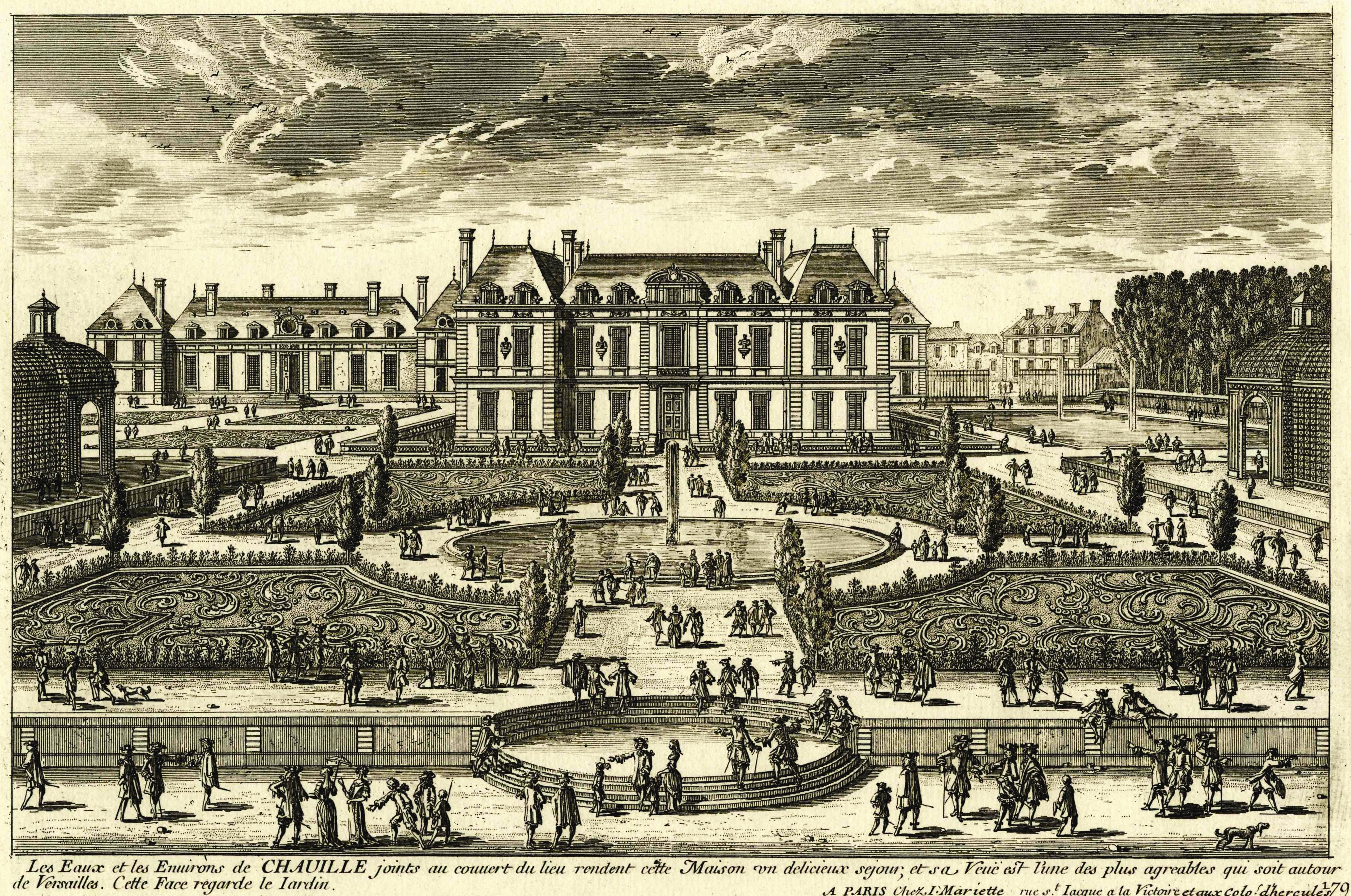
Le château de Chaville du côté du jardin, vers 1680. par Pérelle.
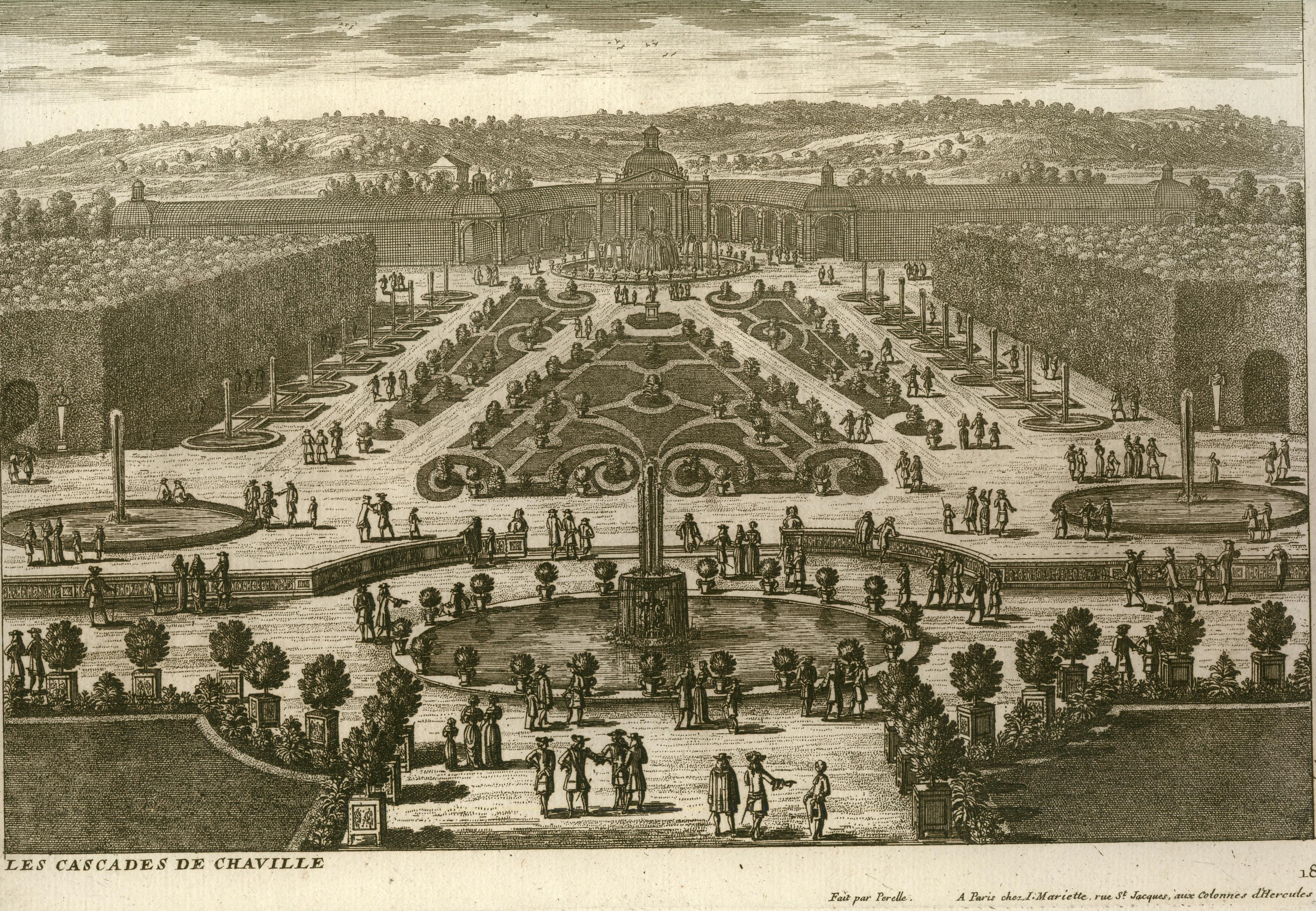
Les cascades de Chaville, Pérelle, vers 1680.
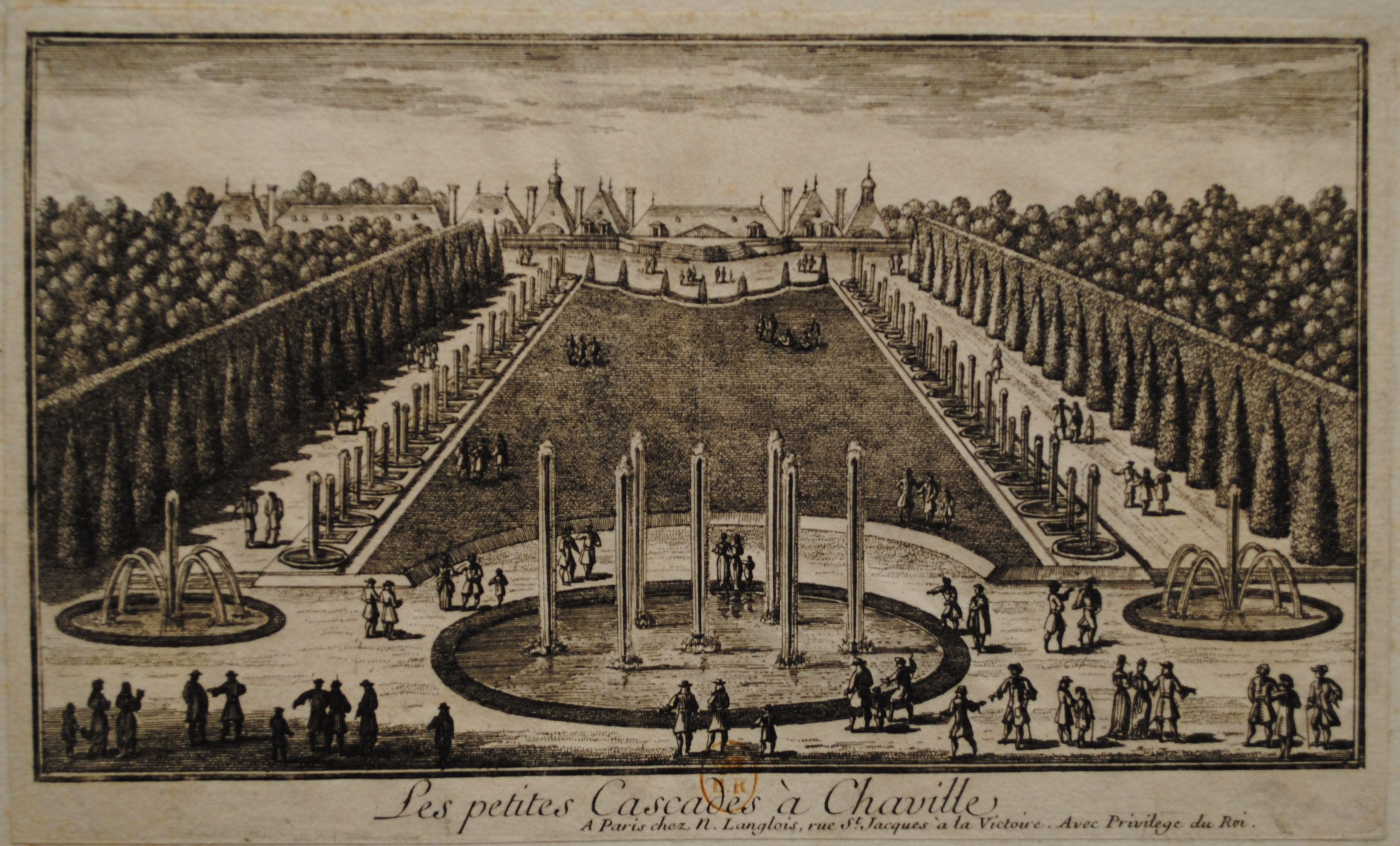
Les "petites cascades à Chaville", Pérelle, vers 1680.
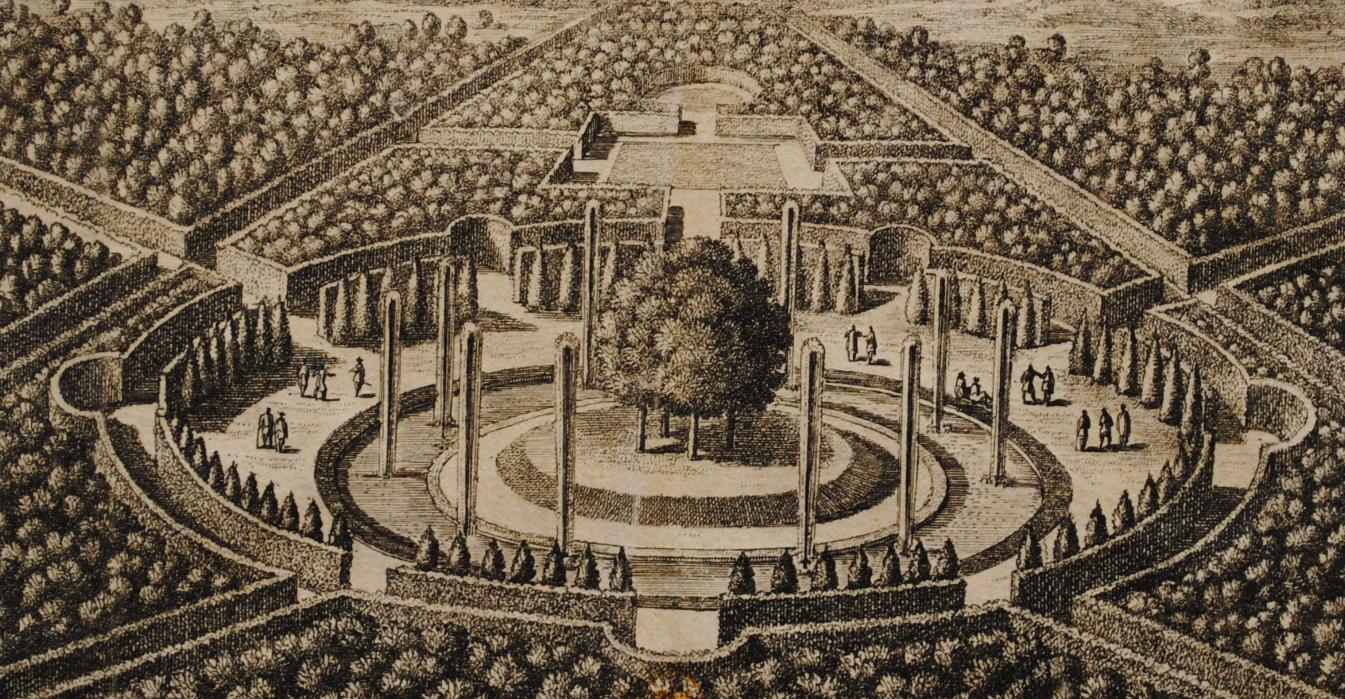
La "Fontaine de l'isle à Chaville", Pérelle, vers 1680.

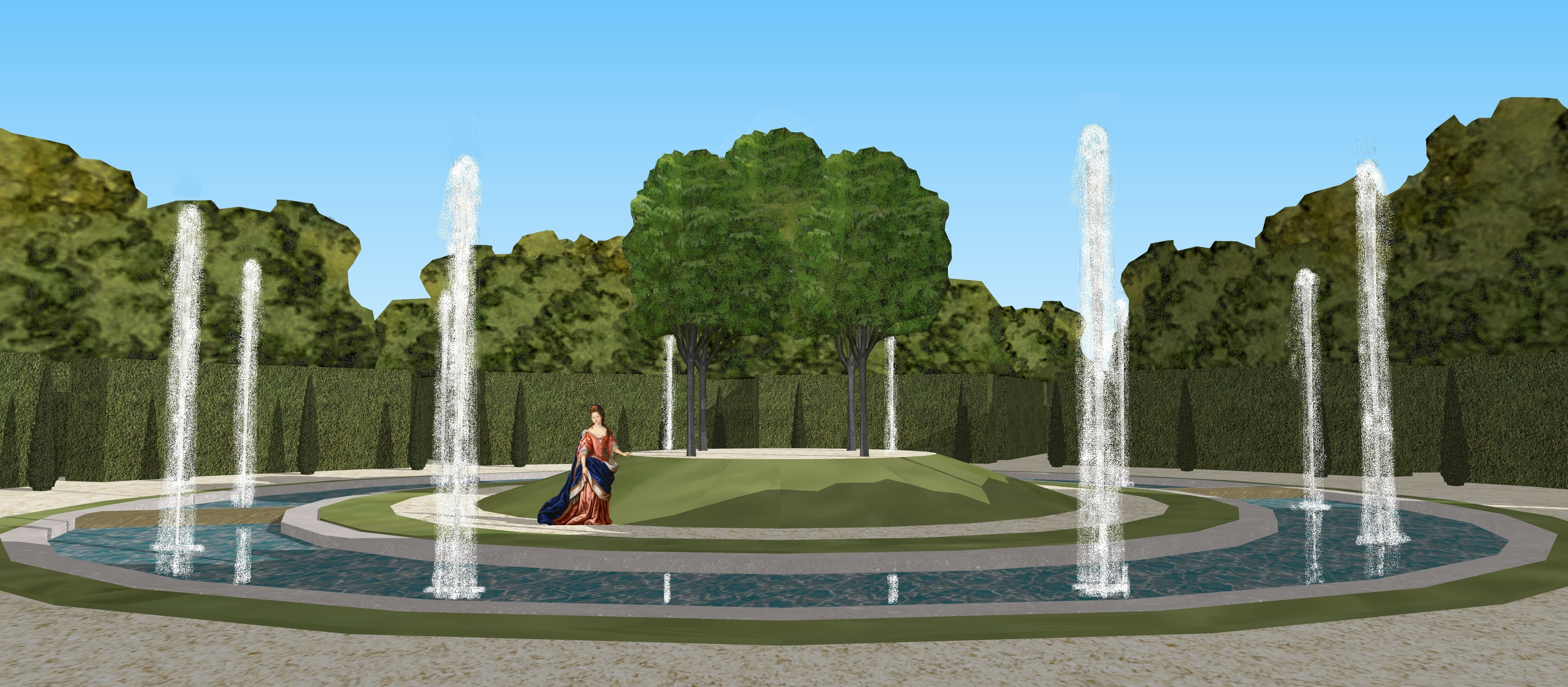
Restitution du bosquet de l'île dans les jardins du château de Chaville, vers 1680.
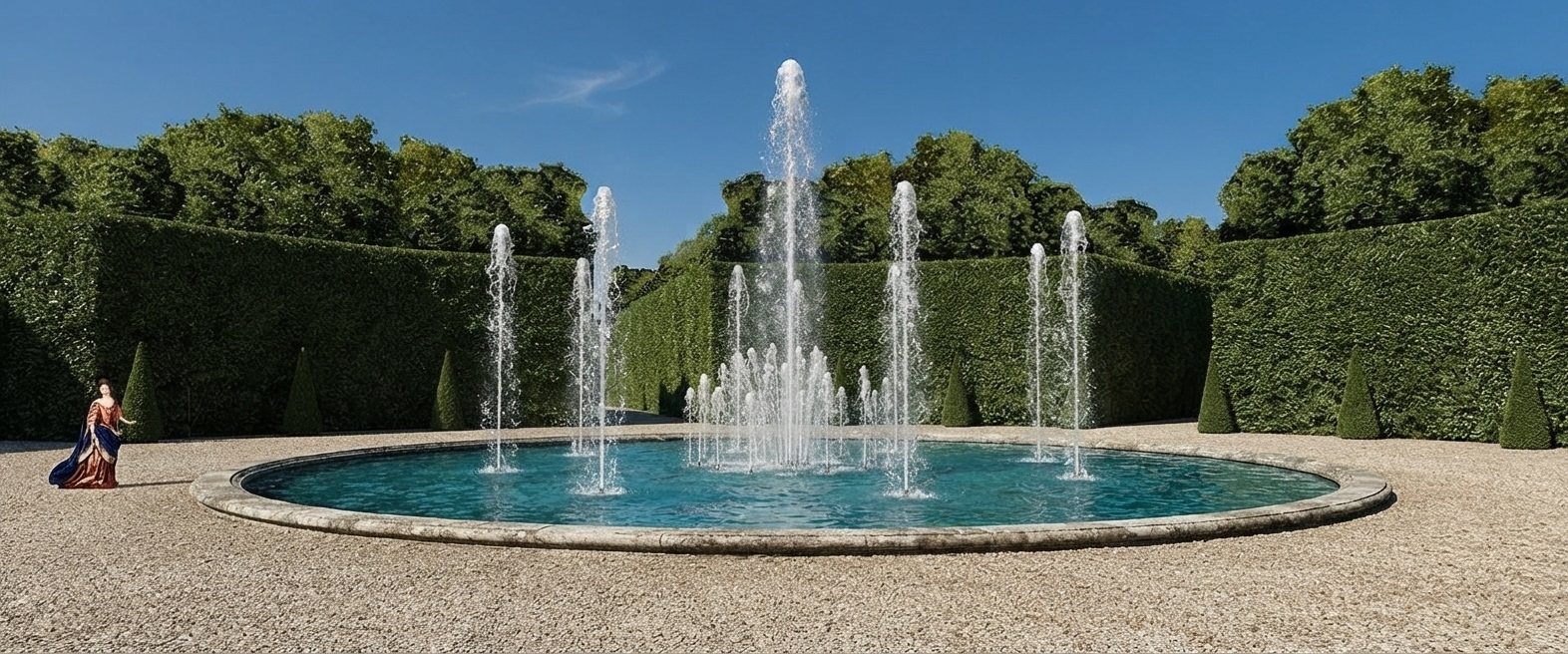
Restitution du bassin de l'étoile de la Pelouse, jardins du château de Chaville, vers 1680.
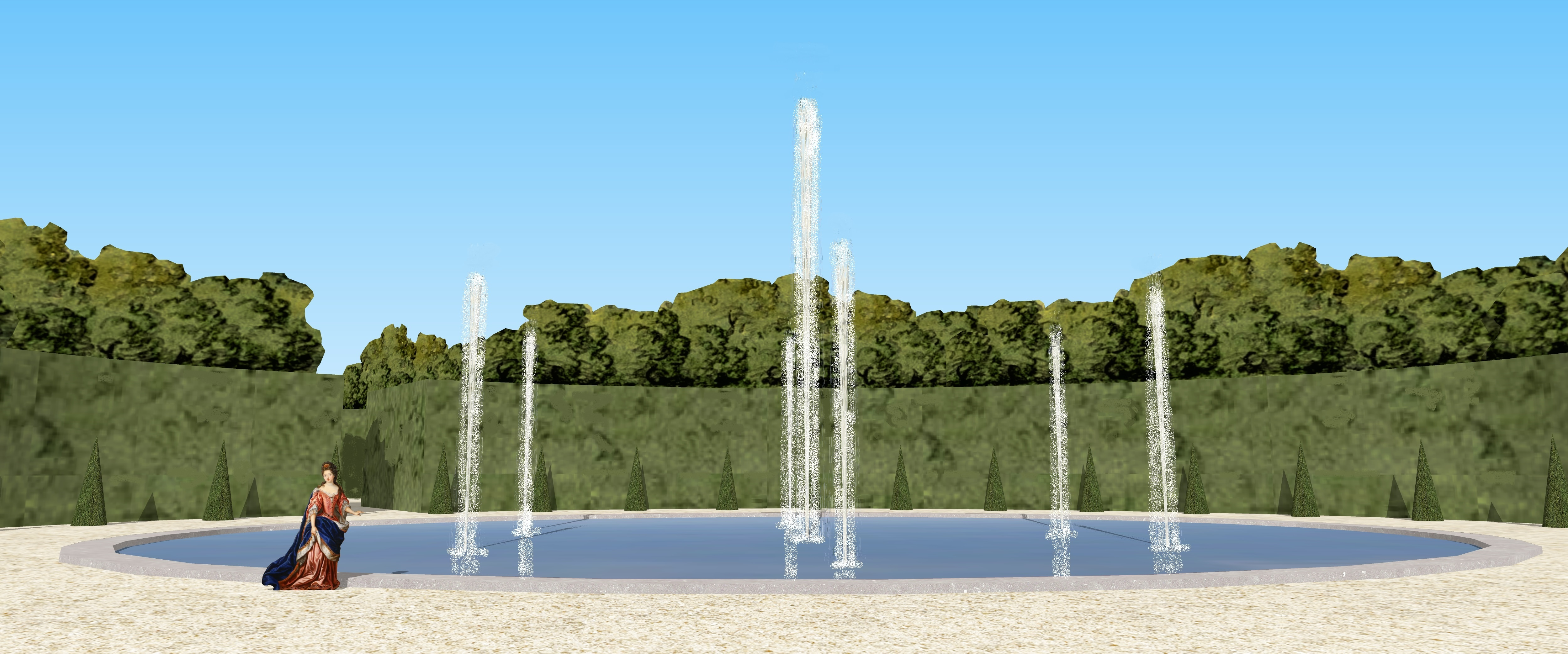
Schéma de l'Ovale des sept jets du jardin du château de Chaville, vers 1700.
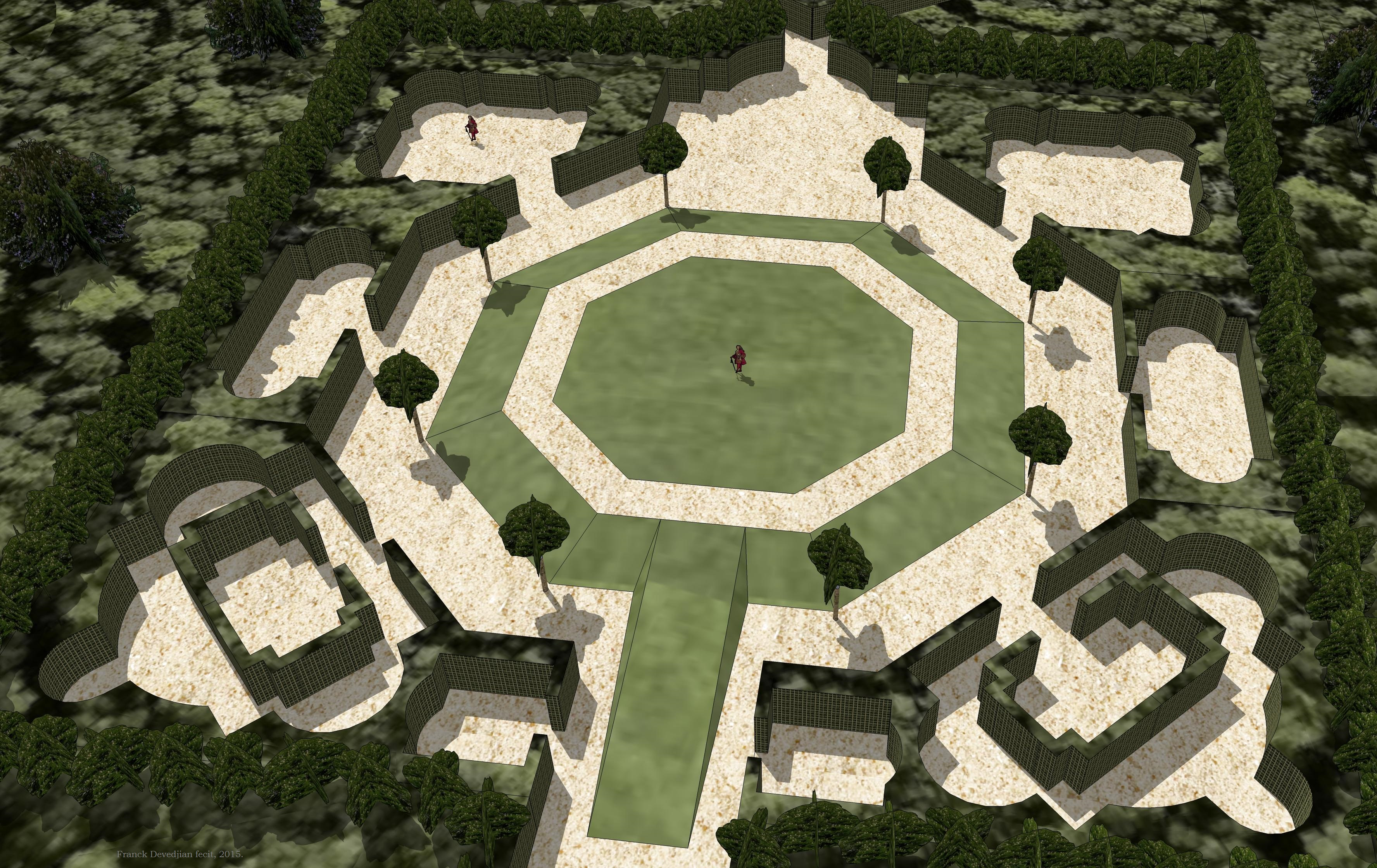
Restitution 3D du bosquet dit de l'Amphithéâtre de Chaville, dans la forêt de Meudon.

#### Louis XIV & Monseigneur

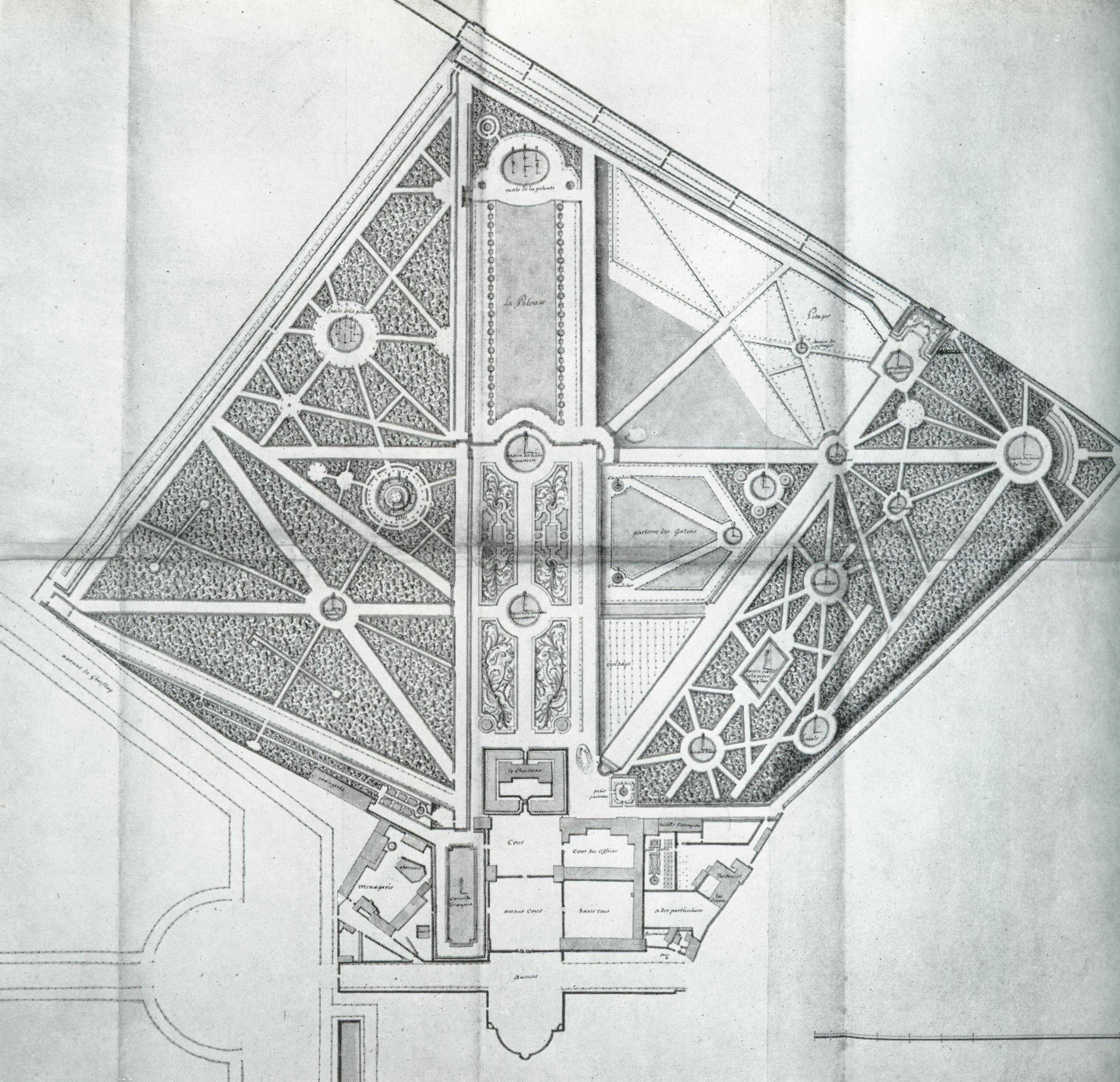
Plan des jardins de Chaville, vers 1700.

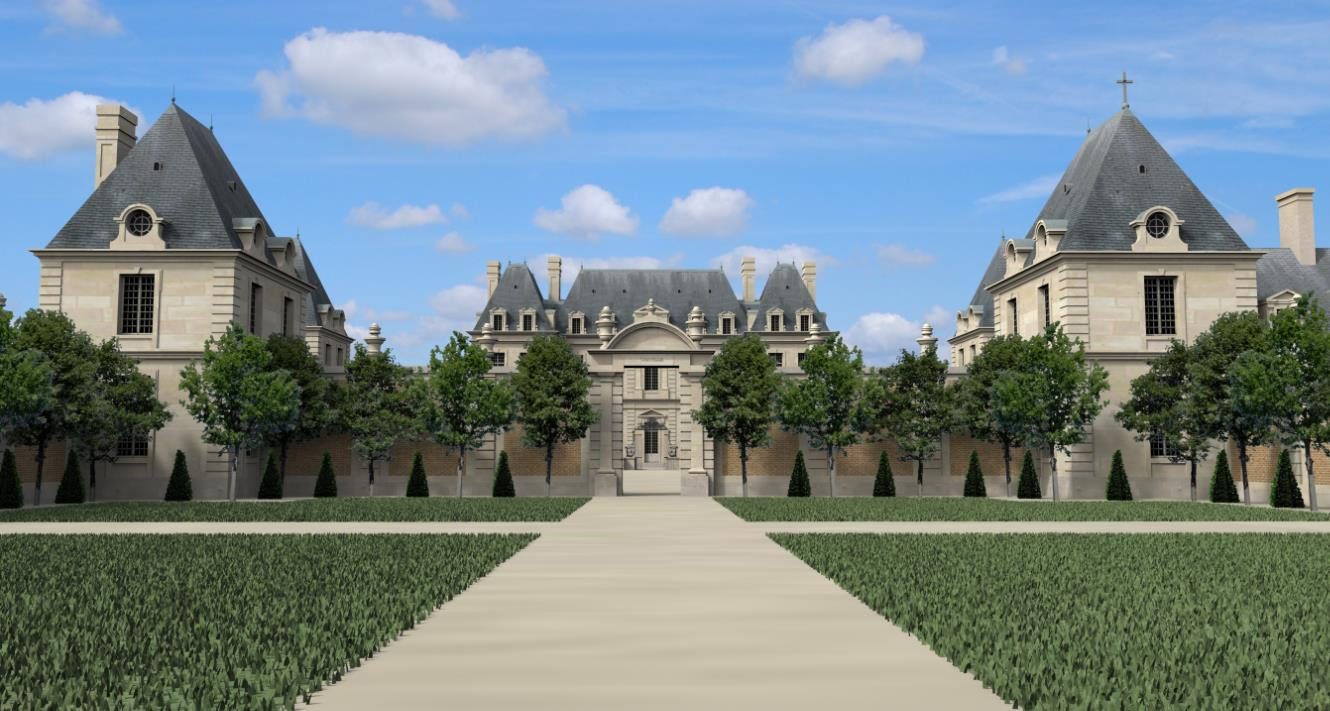
Vue depuis la première cour, du côté de l'entrée du château de Chaville, vers 1700. Restitution 3D Franck Devedjian et Hervé Grégoire, 2014.

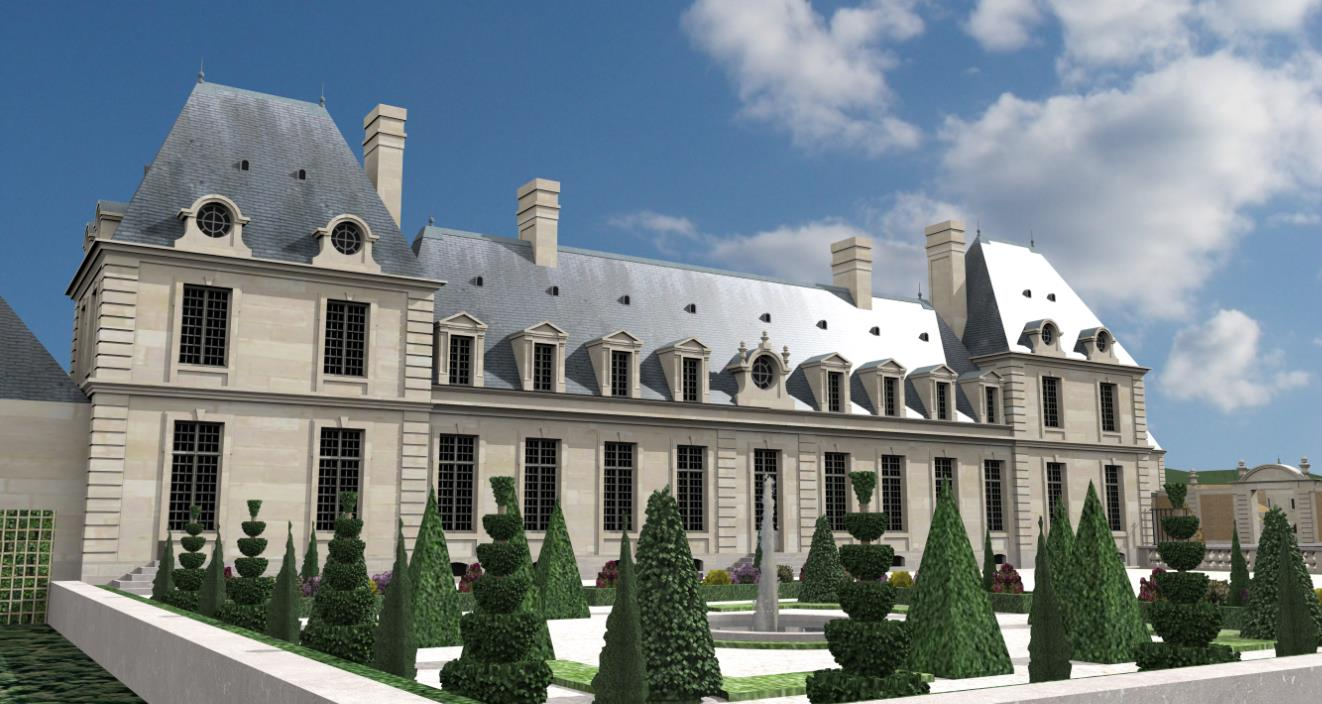
Vue du "Petit Bâtiment" du côté du jardin, vers 1700. Restitution 3D Franck Devedjian et Hervé Grégoire, 2014.

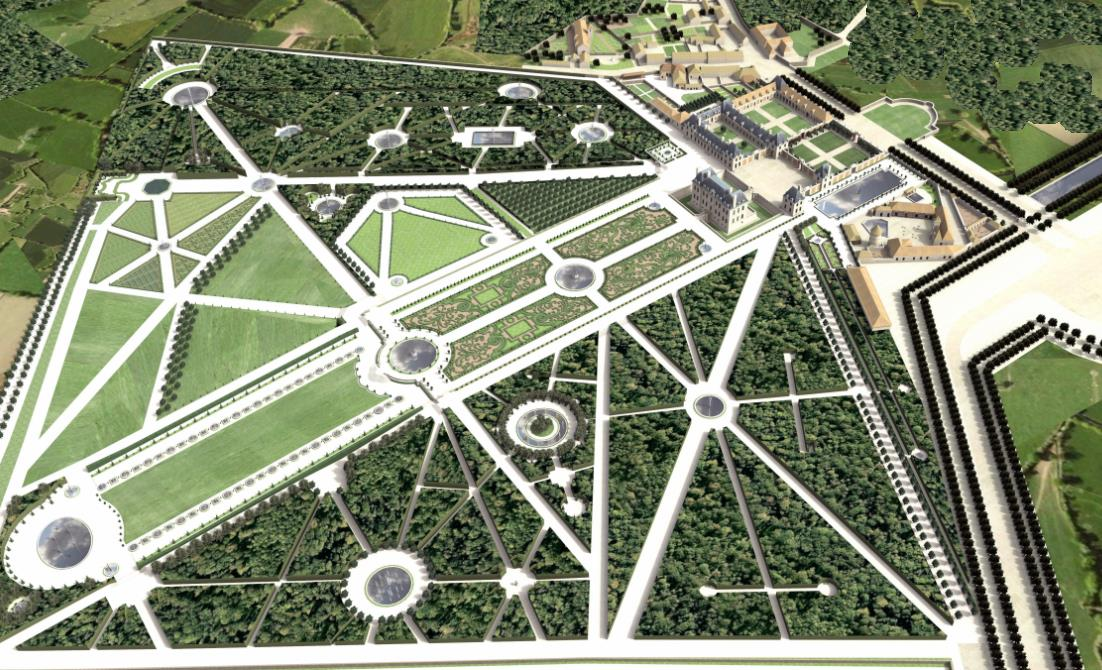
Vue aérienne du domaine de Chaville, du côté des jardins, vers 1700. Restitution 3D Franck Devedjian et Hervé Grégoire, 2014.

Le 5 décembre 1695 par arrêt du Conseil, Louis XIV nomme des commissaires auxquels il donne pouvoir d’acquérir en son nom les terres de Chaville, Viroflay, Villacoublay et Ursine, avec faculté d’en faire donation entre vifs, au nom du Roi, au Dauphin. Ainsi, le château de Chaville va devenir l'annexe du château de Meudon, que le roi a offert à son fils six mois plus tôt.
Les 8 et 11 décembre 1695, est réalisée l'acquisition de Chaville par Louis XIV pour l'offrir à son fils, Monseigneur. L'acte de vente est daté des 8 et 11 décembre 1695, par Mme la Chancelière au profit du Roi, des terres de Chaville, Viroflay, Villacoublay. Dans le même acte, donation du Roi au profit de Monseigneur, son fils.
Le lundi 12 décembre 1695, "Le Roi s'est promené à Chaville avec Monseigneur".
Le 19 décembre 1695, a lieu la vente par l’abbé de Louvois au profit du Roi de la terre d’Ursine. Dans le même acte, donation du Roi au profit de Monseigneur.
Le 29 décembre 1695, le roi annonce aux courtisans qu'il a "acheté la maison et le parc de Chaville pour en faire présent à Monseigneur, qui va faire abattre la muraille qui séparait le parc de Chaville de celui de Meudon. Le roi donne à Madame la Chancelière le Tellier et à sa famille 650 000 francs payables en quatre termes, un an après la paix".
En janvier 1696, des lettres patentes confirment la vente de Chaville, Viroflay, Villacoublay, et Ursine ; elles sont enregistrées au Parlement le 21 janvier 1696. Le mur de séparation entre Chaville et Meudon est démoli durant cette période.
Le 10 janvier 1696, Monseigneur vient à Chaville pour la première fois : "Il trouva la maison très petite et les jardins parfaitement beaux ; il fera meubler quelques chambres pour pouvoir y venir quelquefois faire collation. Joyeux sera capitaine de Chaville comme de Meudon".
Le 12 janvier 1696, "Le roi s’est promené à Chaville avec Monseigneur ; il ne croit pas que cette acquisition-là fût nécessaire à Meudon ; mais il l’a faite pour faire plaisir à Monseigneur, qui trouve le parc et les jardins de Chaville plus beaux que le roi ne les trouve".
Le vendredi 7 juin 1697, "Le Roi, après le salut, alla à Chaville, voir des chevaux".
Le vendredi 5 juillet 1697, "le Roi alla l'après-dînée se promener à Chaville avec la princesse".
Le mardi 8 juillet 1698, "le Roi, sur les quatre heures, alla à Chaville voir des chevaux qui sont venus à Monseigneur de son haras", situé en Normandie.
Le 5 juillet 1701, "le Roi propose de joindre les deux parcs de Meudon et de Chaville, ou de ne les laisser séparés que par un fossé et d’en abattre la muraille qui sépare les parcs".
Le vendredi 15 juillet 1701, "l'après-dînée, le Roi courut le cerf dans le parc de Chaville".
Le vendredi 15 décembre 1702, "le Roi, après la messe, alla courre le cerf dans le parc de Chaville".
Le jeudi 27 novembre 1704, "le Roi, après la messe, alla courre le cerf dans le parc de Chaville".
Le 22 avril 1706 meurt Michel Thomassin, dit Joyeux, gouverneur de Meudon et Chaville. Monseigneur donne sa succession à Dumont, que le roi approuve.
Le lundi 15 novembre 1706, "l'après-dînée, le Roi alla dans le parc de Chaville voir prendre les cerfs qu'on veut ôter de ce parc".
À l'automne 1706, les travaux de jonction des parcs de Meudon et de Chaville sont achevés.
En 1709 et 1710, Nicolas Bailly, peintre du roi et garde des tableaux de la Couronne, procède à l’"Inventaire des tableaux du Roy". À cet effet, il se rend notamment à Meudon et Chaville.
Le mardi 14 avril 1711, Monseigneur le dauphin meurt au rez-de-chaussée du Château-Vieux de Meudon.
Le 17 avril 1711, "On démeublait Meudon entièrement et qu’on en portait tous les meubles au garde-meuble du Roi". Il doit en être de même pour le mobilier placé à Chaville.
Le 1er septembre 1715, Louis XIV meurt à Versailles. Il n'était plus venu à Chaville depuis 1706.

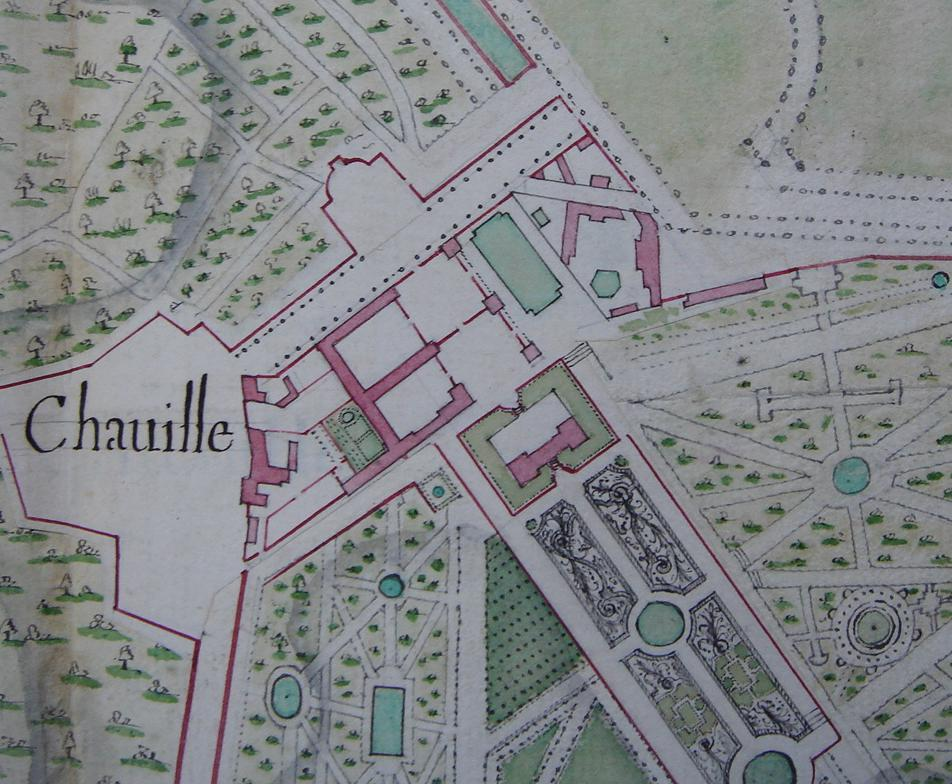
Plan des jardins de Chaville, vers 1700.
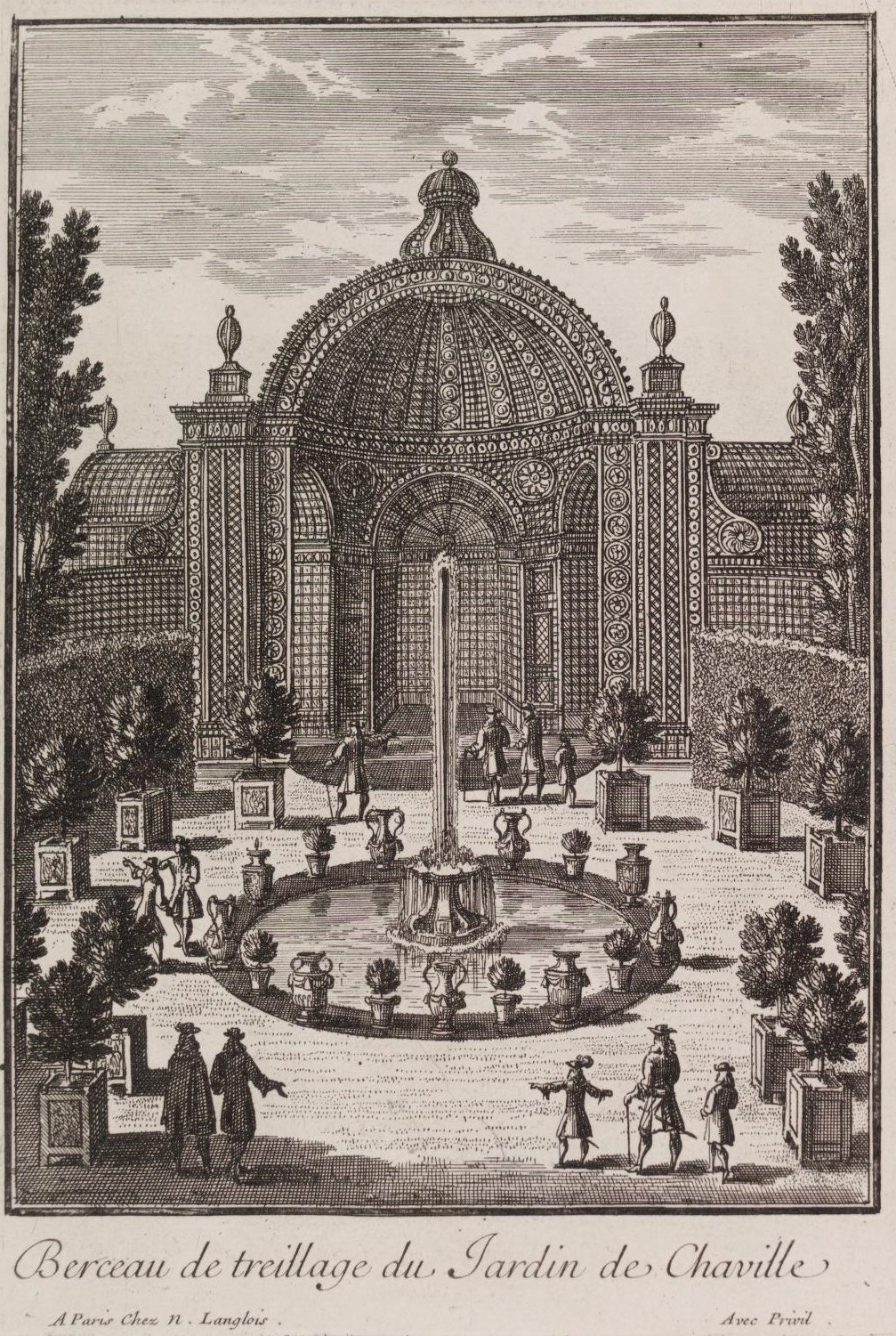
Les Berceaux de treillages à Chaville, vers 1700.
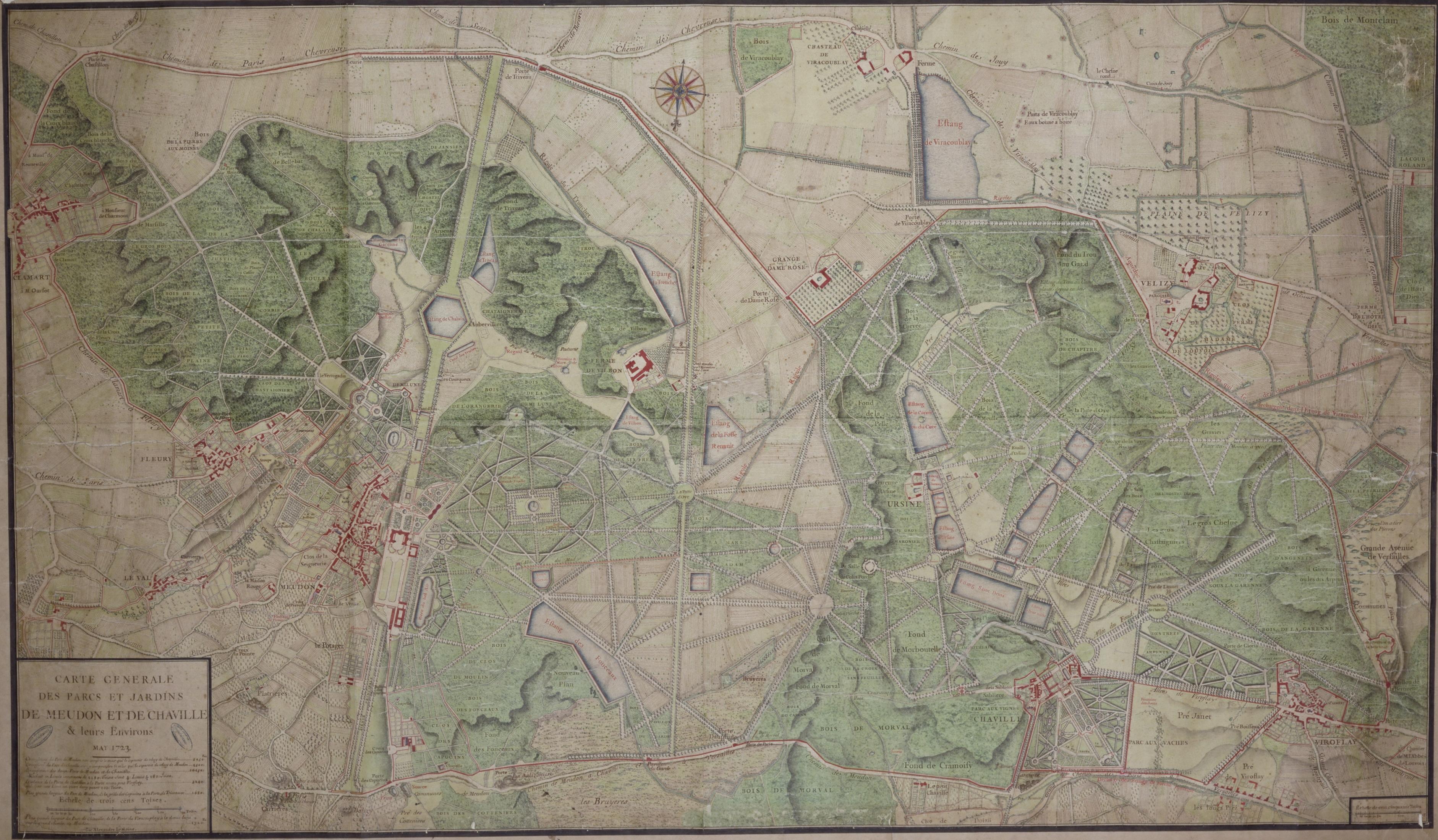
Plan général du Domaine de Meudon et Chaville, par Alexandre Lemoine, ADY. 1723.

#### Le duc et la duchesse de Brancas
Ils occupent le château, ainsi qu'il est indiqué dans l'arrêt du Conseil d'État du roi du 30 novembre 1758, qui ordonne "que le château et le parc de Chaville, demeureront réunis au domaine de Meudon, sans préjudice de la jouissance accordée à M. le Duc & à Mme la Duchesse de Brancas pendant leur vie".
Dans ce même acte, il est précisé que "les murs et bâtimens desdits château et parc de Chaville se dégradent journellement, et sont dans le plus mauvais état".

### Le château de Boullée pour le comte et la comtesse de Tessé

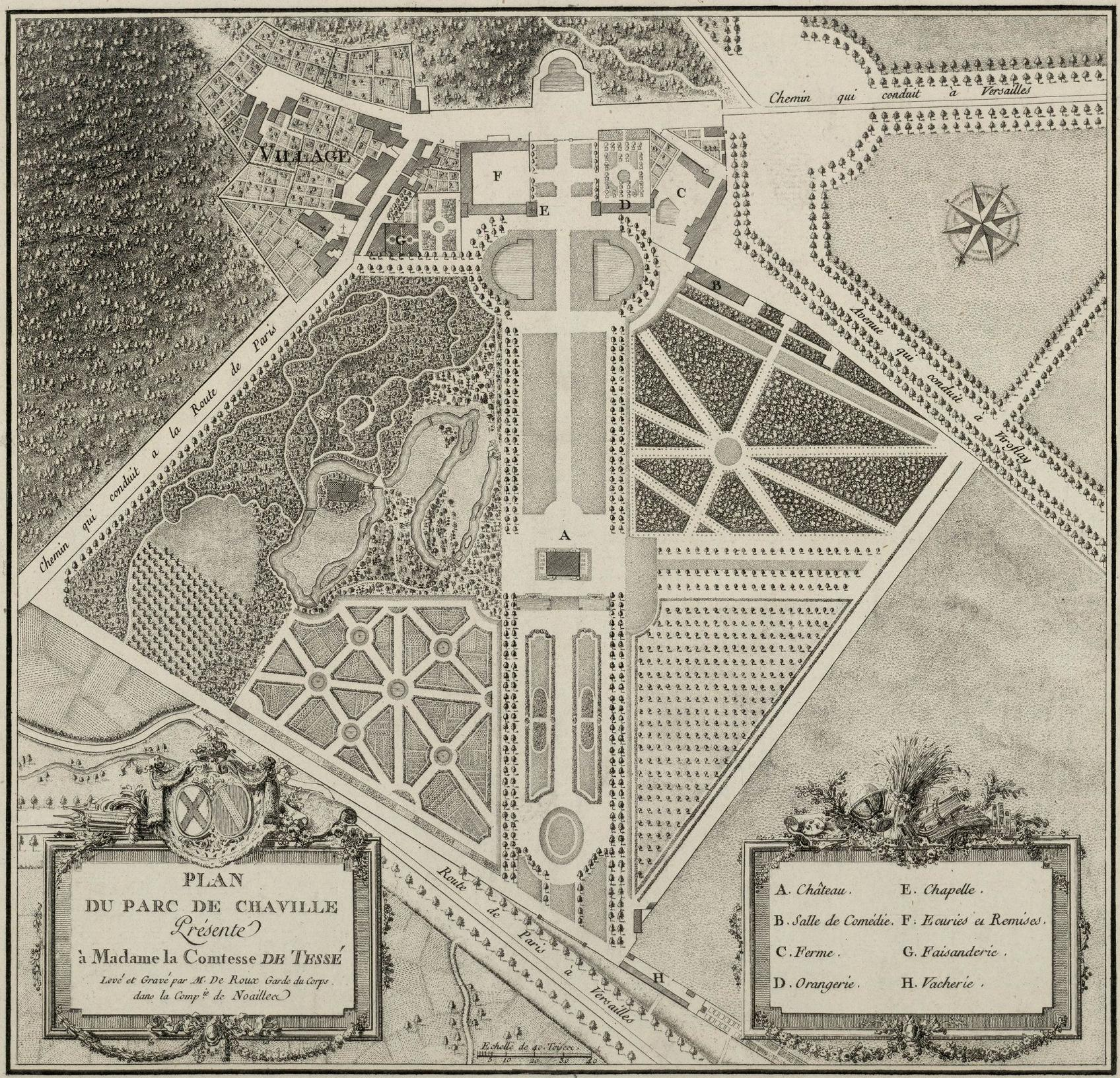
Plan du domaine de Chaville à la fin du XVIIIe siècle, De Roux.

Le château du Grand Siècle a été détruit en 1764, et un nouveau château a été reconstruit la même année, à 160 mètres au nord-ouest, pour le comte et la comtesse de Tessé, par l'architecte Étienne-Louis Boullée, qui supervise également la transformation du petit parc à l'anglaise avec construction de fabriques.
L'aménagement autour du nouveau château est connu principalement grâce à un plan "levé et dressé par M. De Roux, Garde du corps dans la compagnie de Noailles", repris par Le Rouge.
On y trouvait alors les bâtiments suivants :
A. le château
B. Salle de Comédie
C. Ferme
D. Orangerie
E. Chapelle
F. Ecuries et remises
G. Faisanderie
H. Vacherie

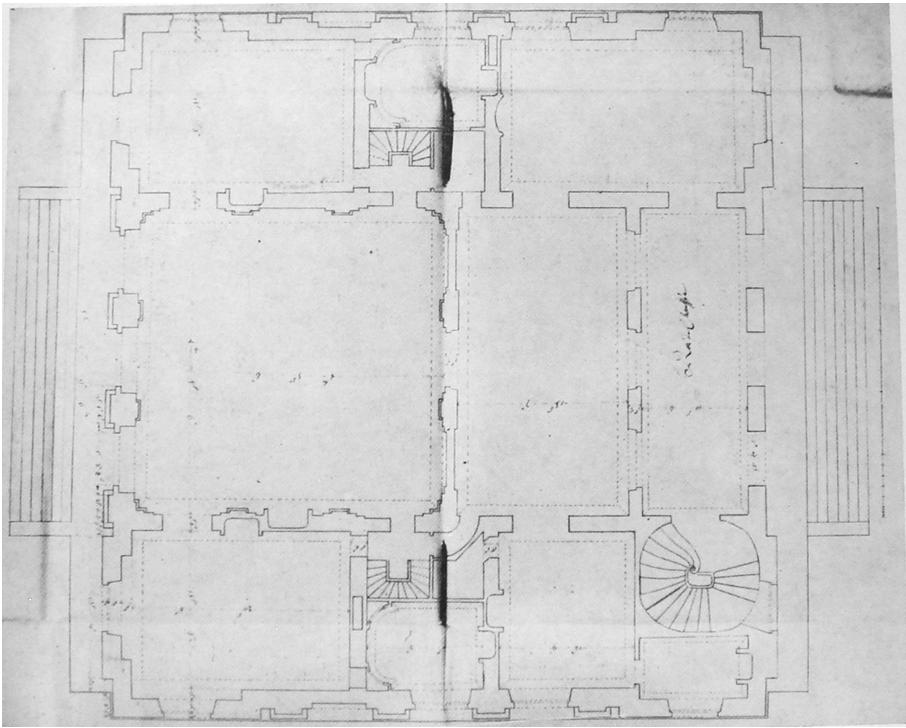
Plan du château de Chaville, Etienne-Louis Boullée, AN. Vers 1764.
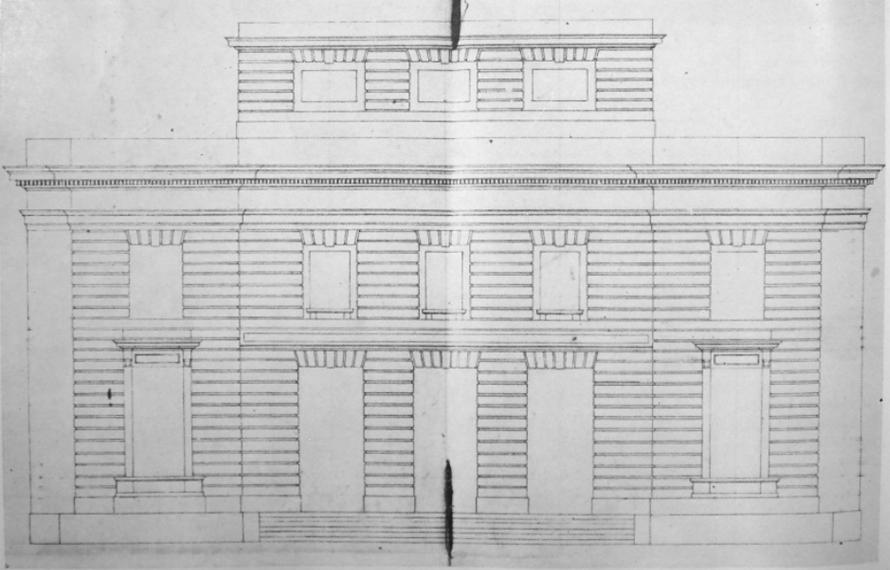
Elévation du château de Chaville, du côté de l'entrée, Étienne-Louis Boullée, AN. Vers 1764.
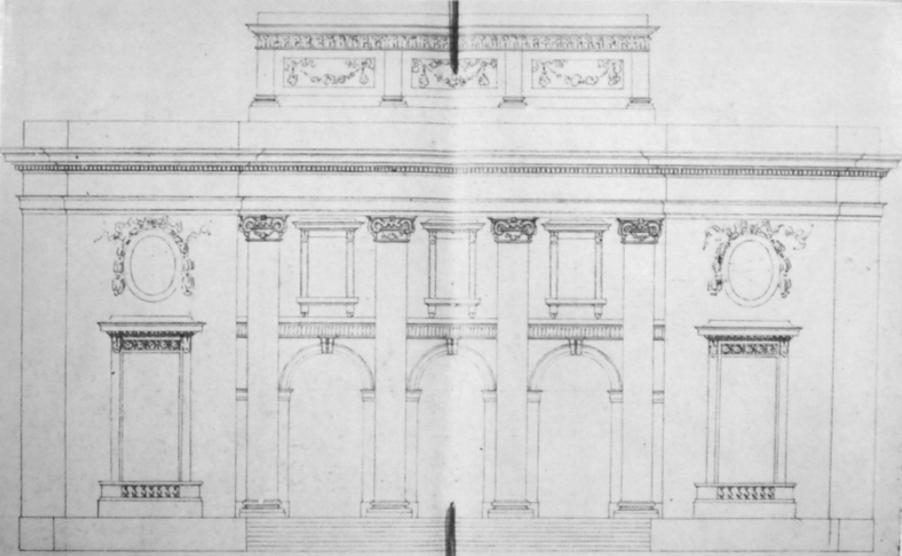
Elévation du château de Chaville, du côté de la perspective, Étienne-Louis Boullée, AN. Vers 1764.
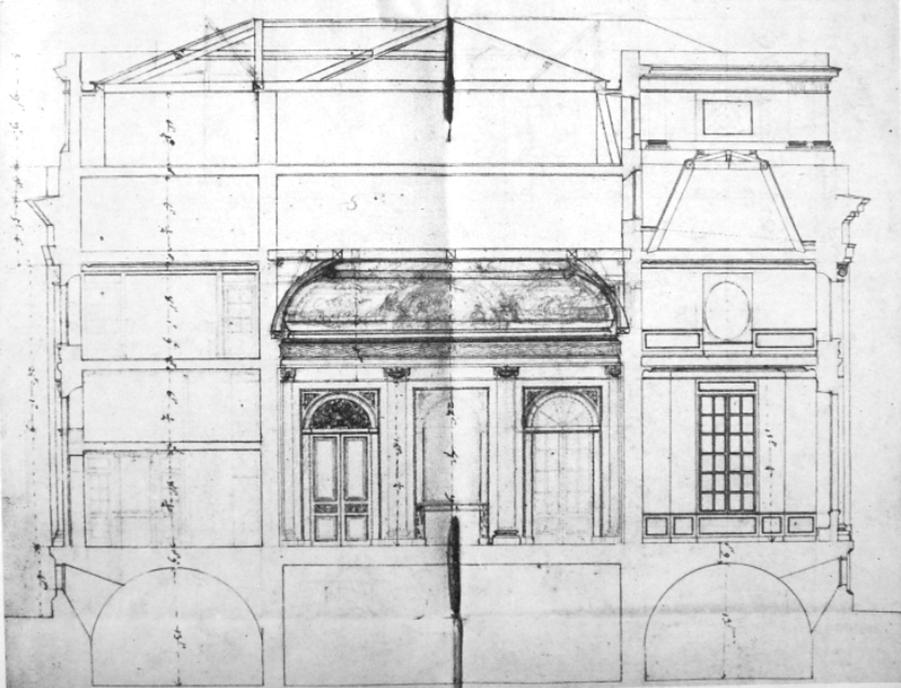
Coupe du château de Chaville, Étienne-Louis Boullée, AN. Vers 1764.

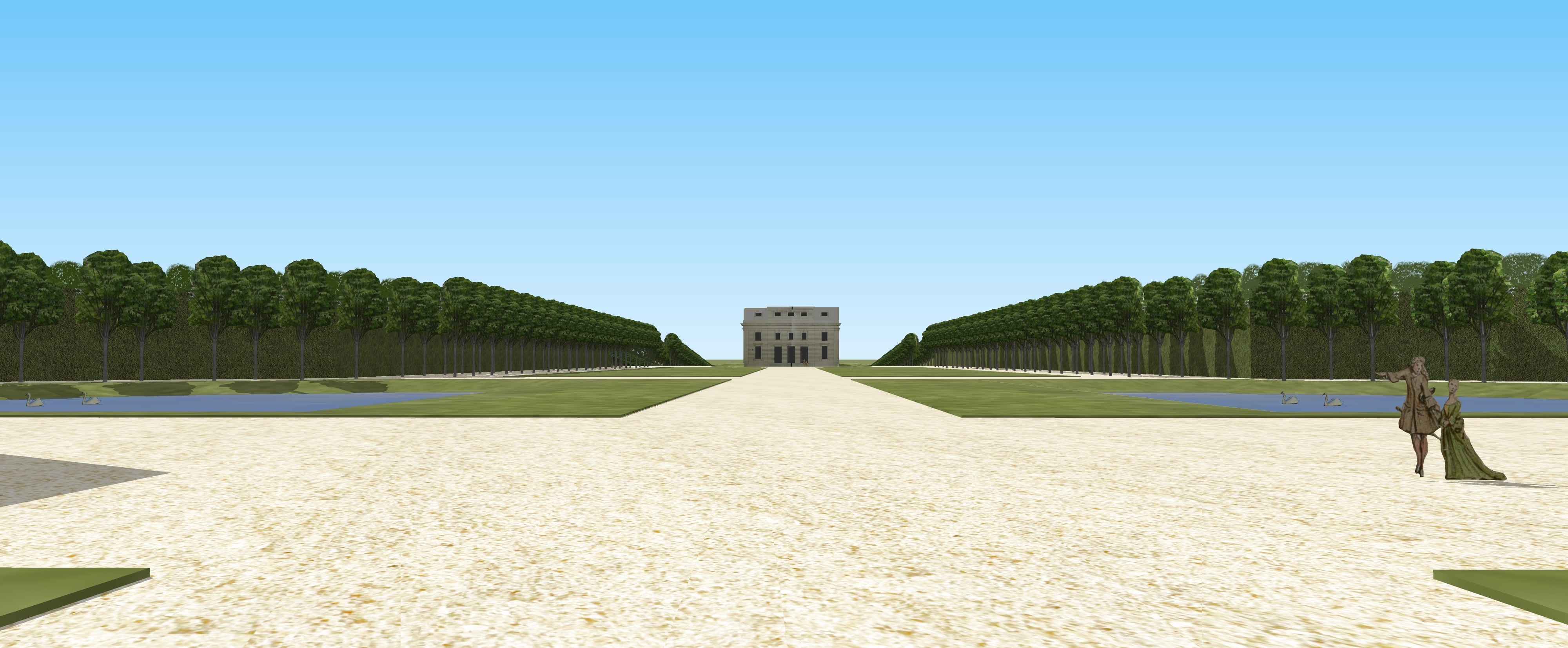
Schéma de la vue sur le château de Chaville édifié par Boullée, fin XVIIIe, du côté de l'entrée
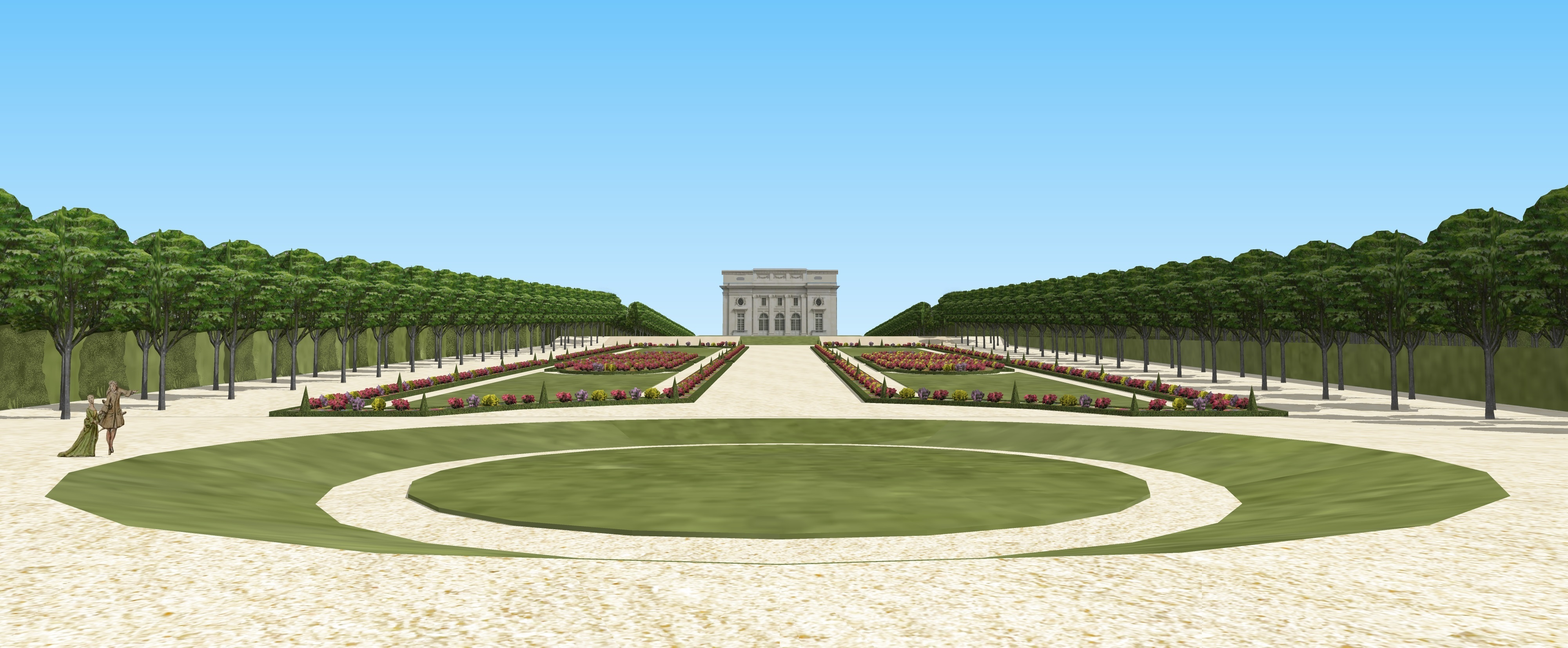
Schéma de la vue sur le château de Chaville édifié par Boullée, fin XVIIIe, du côté du parterre

### Le château Saint-Paul
Un nouveau château est construit en 1818. L'ensemble est mis en vente en 1830. À cette époque, une annonce publie plusieurs représentations du château, ainsi que des parties du jardin, aménagé à la fin du XVIIIe siècle, dont "la maison du pauvre homme", "le Rocher Garenne", ainsi que des "ruines" dans un style "à la grecque". Le bâtiment sera ensuite rehaussé d'un étage.
En 1838, le parc du château est scindé en deux par le passage du chemin de fer, qui relie Paris à Versailles. En 1884, plusieurs avenues y sont tracées : avenue de Louvois, avenue Talamon.
Le château est connu des Chavillois sous le nom de Château Saint-Paul, du nom de la congrégation des Frères de Saint-Vincent de Paul qui l'occupe de 1862 à 1901.
Après des utilisations diverses comme pouponnière, orphelinat, le château est démoli en 1964, pour la construction du groupe scolaire Anatole France. La partie nord des jardins, rachetée successivement par Messieurs Fourchon et Talamon, sera lotie en 1883 pour devenir l’actuel Parc Fourchon.

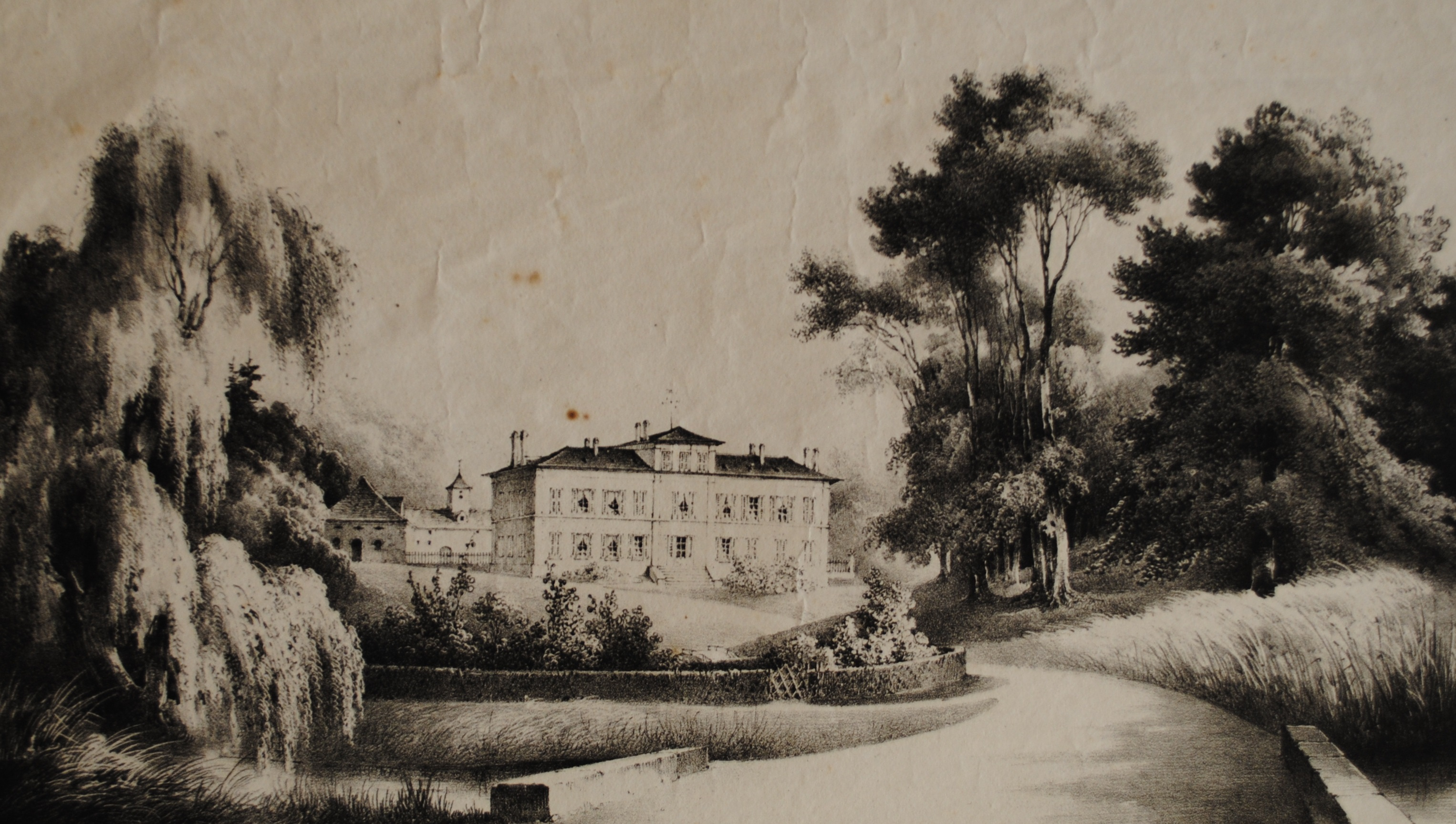
Le château dit Saint-Paul, vers 1830.
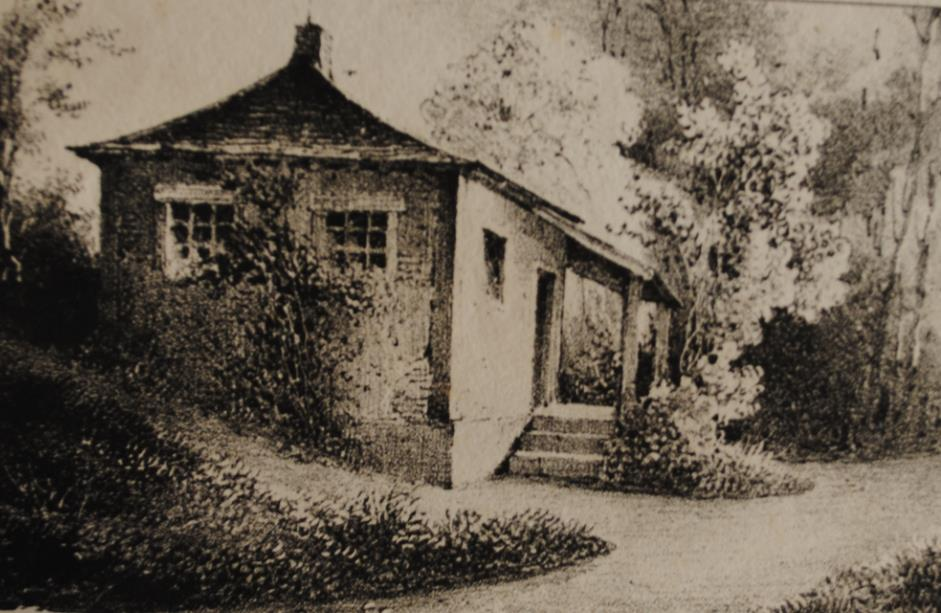
"La maison du pauvre homme", état vers 1830.
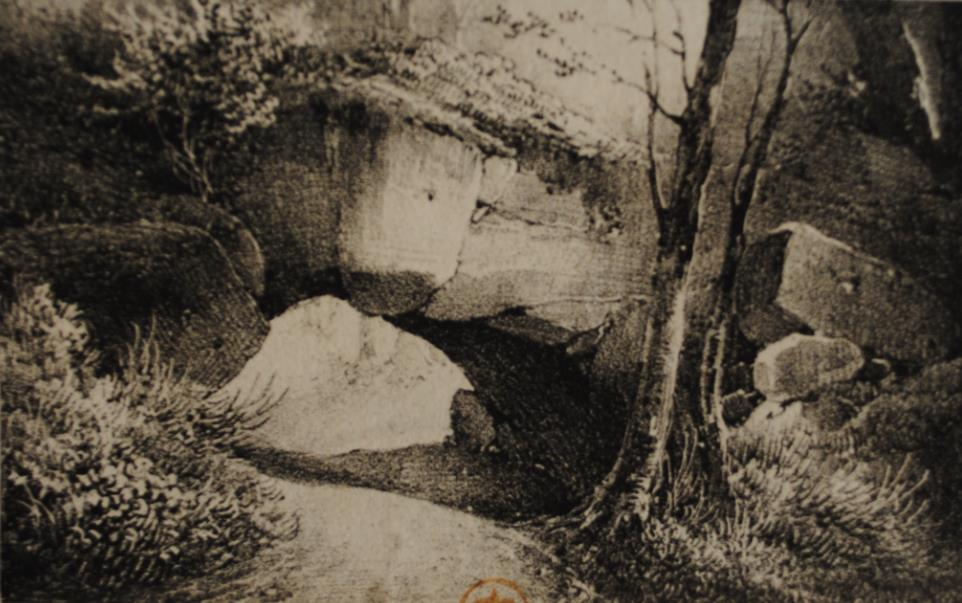
"Le Rocher Garenne", état vers 1830.
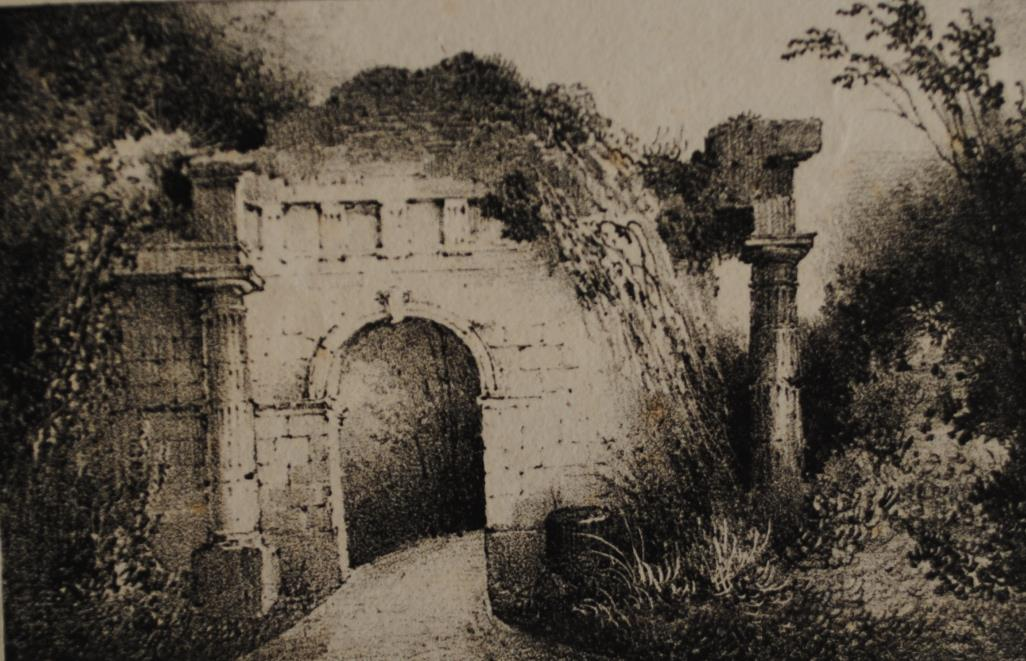
"Ruines" dans le jardin anglo-chinois de Chaville, état vers 1830.

### De nos jours

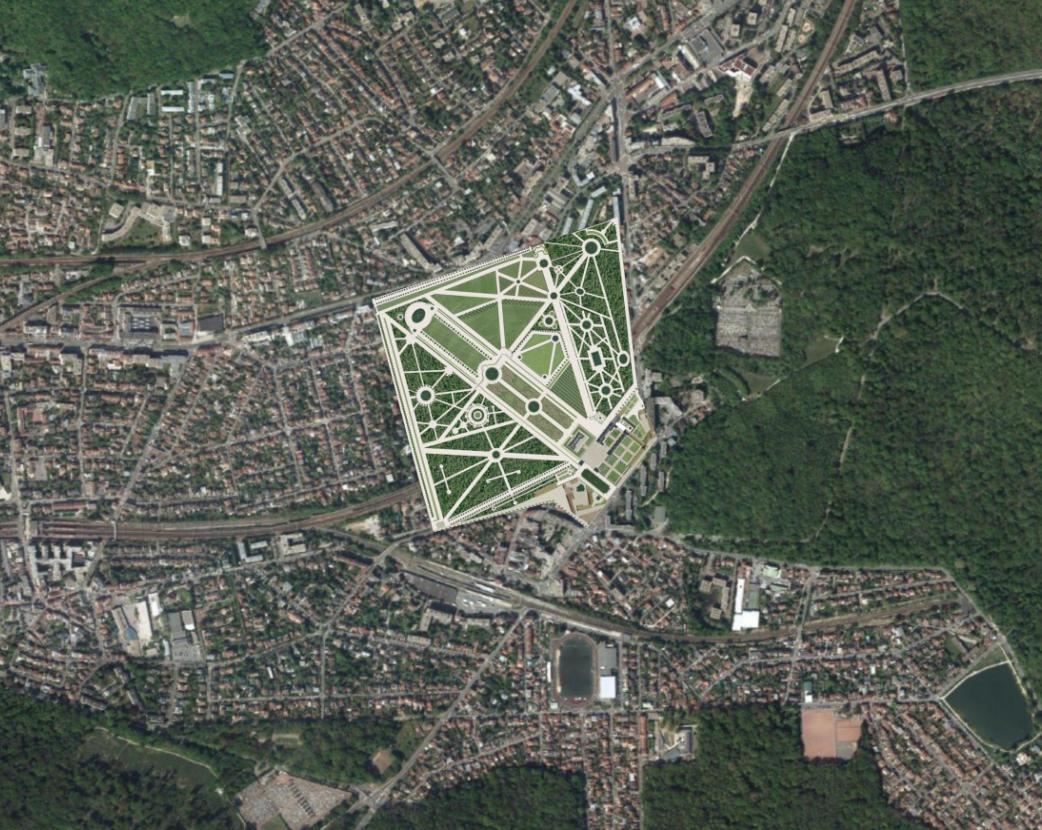
Superposition des jardins de Chaville vers 1700, par rapport à l'urbanisme actuel, 2014.

Dans la ville actuelle de Chaville, il ne reste plus une seule pierre du château de Chaville, à l'exception de possibles vestiges archéologiques à l'emplacement des anciens châteaux. Dans le village, n'est conservée que la porte de la Mare-Adam, ainsi qu'une grille datant du XVIIIe siècle.
Dans la forêt, au contraire, l'ensemble des allées tracées au XVIIe siècle sont conservées, et sont les allées actuelles de la forêt de Meudon. On peut y retrouver quelques lieux des anciens bosquets, tandis que quelques étangs sont conservés, dont celui d'Ursine.
Une reconstitution 3D du château et de ses jardins vers 1700 a été réalisée en 2014 pour la ville de Chaville.

## Les Textes

### La Nymphe de Chaville, 1679
Le poème intitulé La Nymphe de Chaville, "à l’entrée de M. Le Tellier dans Chaville", a été rédigé en latin par Santeuil, pour Michel Le Tellier. Ces vers ont été traduits en français et publiés en août 1679 dans le Mercure. Ce poème célèbre la simplicité du lieu de retraite du ministre. En voici la retranscription intégrale :
Lorsque le choix du Roy dans le grand Le Tellier
Fit revoir à la France un digne chancelier,
A peine le sceut-on, qu’une bouche fidelle
A Chaville bientost en porta la nouvelle,
Chaville, où ce héros va prendre quelquefois
Un moment de relâche à ses graves emplois.
Ce n’est point un palais d’admirable structure,
Ny des jardins où l’art surpasse la nature.
De l’ombre, quelques eaux et des berceaux galants,
Font de cette maison les charmes les plus grands ;
Une propreté noble, une grâce champestre,
C’est tout ; ainsi le veut la sagesse du Maitre.
Mais, loin de l’imiter, la nymphe de ces lieux,
Aeglé, cachant toujours un cœur ambitieux,
Le persuade enfin que tant de modestie,
Avec un si haut rang serait mal assortie.
Déjà, pour embellir ses jardins et ses eaux,
Elle forme en secret mille projets nouveaux ;
Elle ne se croit plus une nymphe ordinaire ;
Les jeux accoutumés ne sçauraient plus luy plaire.
Des hostesses des bois les simples entretiens
Luy paraissent trop bas pour y mesler les siens ;
Et la superbe Aeglé n’a plus rien à leur dire,
Ou veut toujours parler de tout ce qu’elle admire,
Tantost de ces grandeurs où son orgueil prétend,
Et tantost du Héros dont elle les attend.
Puis, pour leur en tracer une pompeuse image,
Elle peint des éclairs sortant de son visage,
Luy met dessus le front l’austère gravité,
Luy donne dans les mœurs plus de sévérité,
Décrit de son pouvoir les marques vénérables,
Fait voir autour de luy des armes redoutables,
Spectacles, je l’avoue, illustres, glorieux,
Mais inconnus encore à ces paisibles lieux.
Aussi les sœurs d’Aeglé n’y trouvent pas grands charmes,
Le Héros sous ces traits leur donne trop d’alarmes.
L’une a peur que le bruit d’une nombreuse cour
Vienne souvent troubler leur tranquille séjour ;
L’autre, qui cherche en luy sa douceur si connue,
Demande en soupirant ce qu’elle est devenue ;
Et toutes, pour cacher leur crainte, ou leurs regrets,
Se retirent bientost dans leurs antres secrets.
Cependant Le Tellier vient avec peu de suite,
A son abord Aeglé, par son devoir instruite,
Au-dessus de son urne émeut de petits flots,
Et de leur doux murmure applaudit au Héros.
Mais, dieux ! en le voyant, quelle surprise extrême,
De ne point découvrir cette pompe qu’elle aime,
Tout ce grand appareil vanté dans ses discours !
Il paraît à ses yeux tel qu’il parut toujours.
Ailleurs rien n’est changé ; la fière sentinelle
N’usurpe point l’emploi de concierge fidelle,
On n’entend point parler de gardes n’y d’exempt,
……… n’est point là dans son habit décent.
Coteaux qui vous cachez sous les vertes feuillées
Bois, prez, tendres gazons, agréables valées,
Ce vous doit être un sort et bien noble et bien doux,
Que Le Tellier vous cherche, et se plaise avec vous.
Dans vos charmans détours, je le vois qui s’avance,
Bien loin autour de lui règne un profond silence ;
C’est ainsi que ces lieux semblent le vénérer ;
Le plus petit zéphir n’oserait respirer ;
Les chansons des oiseaux sont à l’instant cessées ;
Tout craint de le distraire en ses hautes pensées.
Mais non, chantez, oiseaux ; folâtrez, doux zéphirs ;
Il ne vient point gesner vos innoncens plaisirs ;
Au lieu de ce respect, montrez-lui de la joye ;
C’est pour le divertir que le ciel vous envoye.
Tandis qu’il se promène en ces lieux pleins d’appas,
Une simple naïade au bruit que font ses pas,
À travers le cristal de sa demeure humide,
Ose le parcourir d’œil prompte et timide,
Mais n’apercevant rien de ce qu’a dit Aeglé,
Elle rend un doux calme à son esprit troublé !
Il semble que de joye au sortir de la source,
Pour l’aller publier, elle haste sa course ;
Tous les bois d’alentour sont bientost avertis,
Et les discours d’Aeglé sont bientost démentis.
Vous verriez à sa voix revenir les Naïades,
Et de leurs troncs ouverts accourir les Driades,
Comme après un orage, on peut voir des pigeons
Que le soleil rassemble à ses premiers rayons.
A l’aspect du Héros ce n’est plus qu’allégresse,
La foule pour le voir se grossit et s’empresse.
Pan mesme, et ses Sylvains, venus de toutes parts,
Ont peine à contenter leurs avides regards.
Alors, comme à l’envy, sur leurs pipeaux rustiques,
Ils osent célébrer ses vertus héroïques,
Les oiseaux réjouis y meslent leurs concerts,
Et la voix des échos les répand dans les airs.
Mais vous, qui demeurez interdite et confuse,
Aeglé, reconnaissez que l’orgueil vous abuse,
Que pour les vrais Héros le faste est sans appas,
Et qu’ils soufrent la pompe, et ne la cherchent pas.

### Traité des Eaux de Chaville, 1697

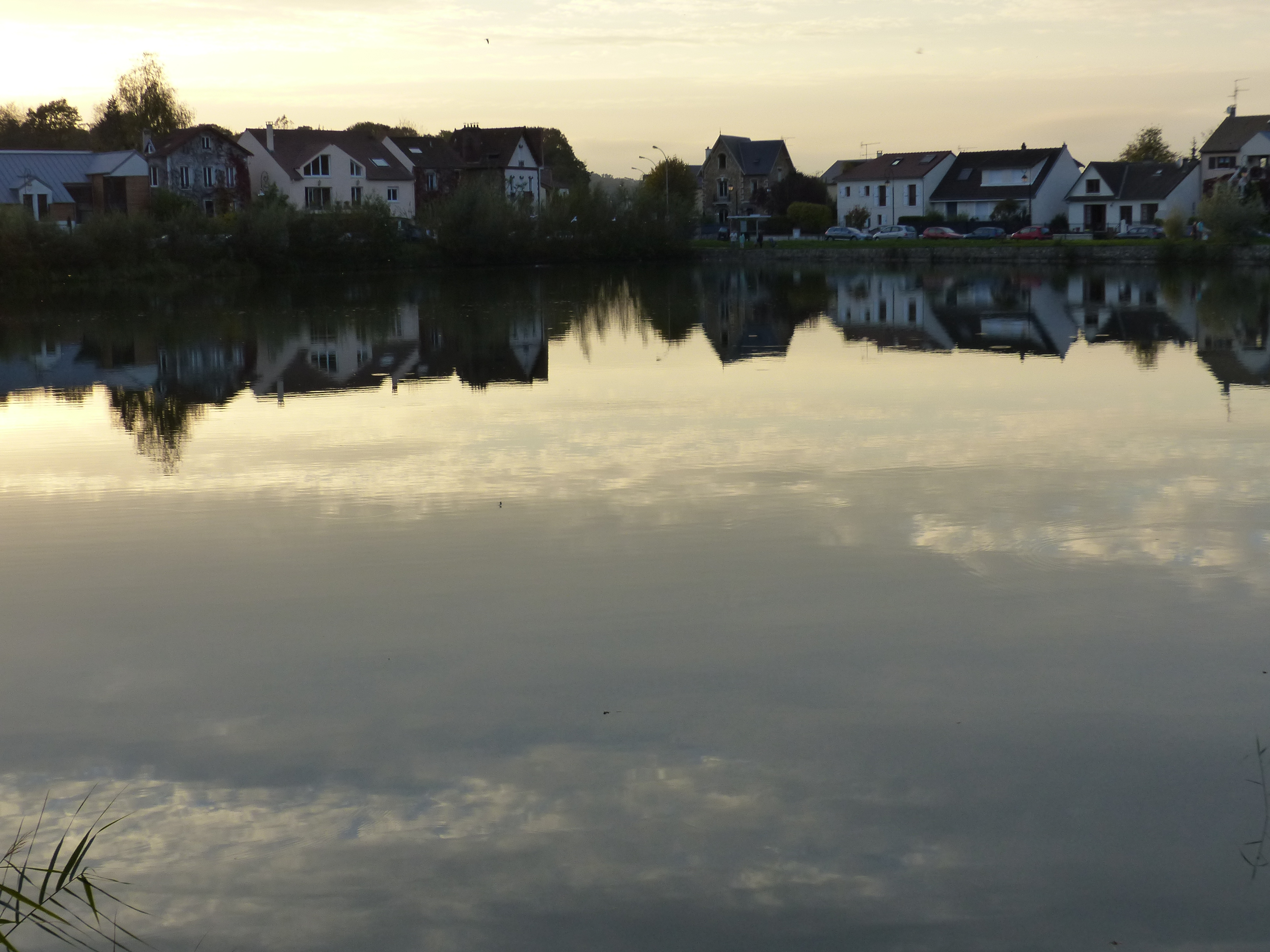
Etang d'Ursine conservé

Un "Traité des Eaux de Chaville", daté de 1697, a été rédigé pour expliquer le réseau hydraulique du château de chaville, qui s'organisait autour d'étangs et de conduites d'alimentation en eaux pour les bassins du jardin. En 1699, il sera également rédigé sur le même modèle le "Traité des Eaux de Meudon", pour le château de Meudon voisin. Le manuscrit est aujourd'hui conservé à la bibliothèque Méjanes d'Aix-en-Provence. Son titre est le suivant : « Traité des eaux de Chaville, contenant la qualité et grosseur des tuyaux qui conduisent les eaux aux bassins, le cours des eaux des estangs, avec le plan des parcs et jardins, la hauteur des jets, la grosseur des souches et des ajutages, la grandeur des bassins, la quantité d'eau et des soupapes qu'ils ont chacun, avec les estangs réservoirs, et le nivellement de toutes les eaux des fontaines. 1697. » Au verso du titre : « De la part de M. de Dangeul, secrétaire des commandements de Monsieur. ».
Ce petit traité a été rédigé un an et demi seulement après l'acquisition du domaine par Monseigneur, fils de Louis XIV.

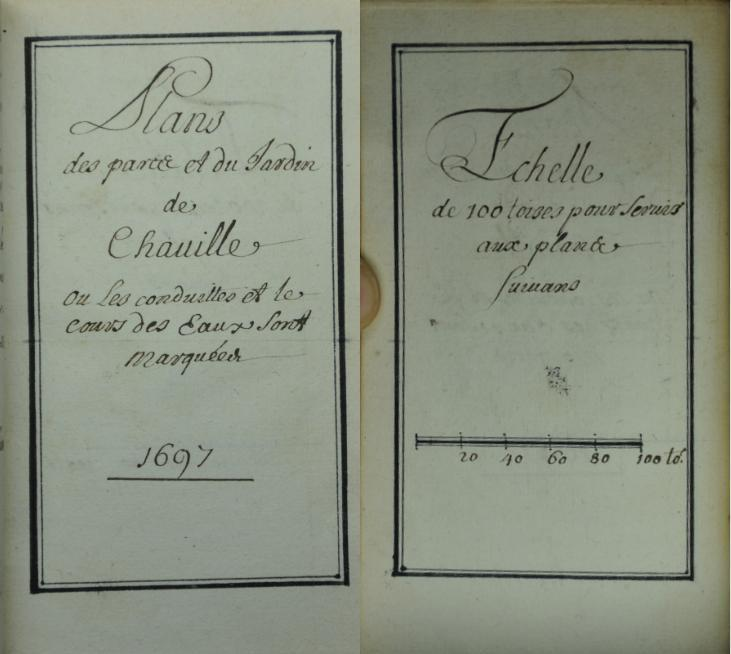
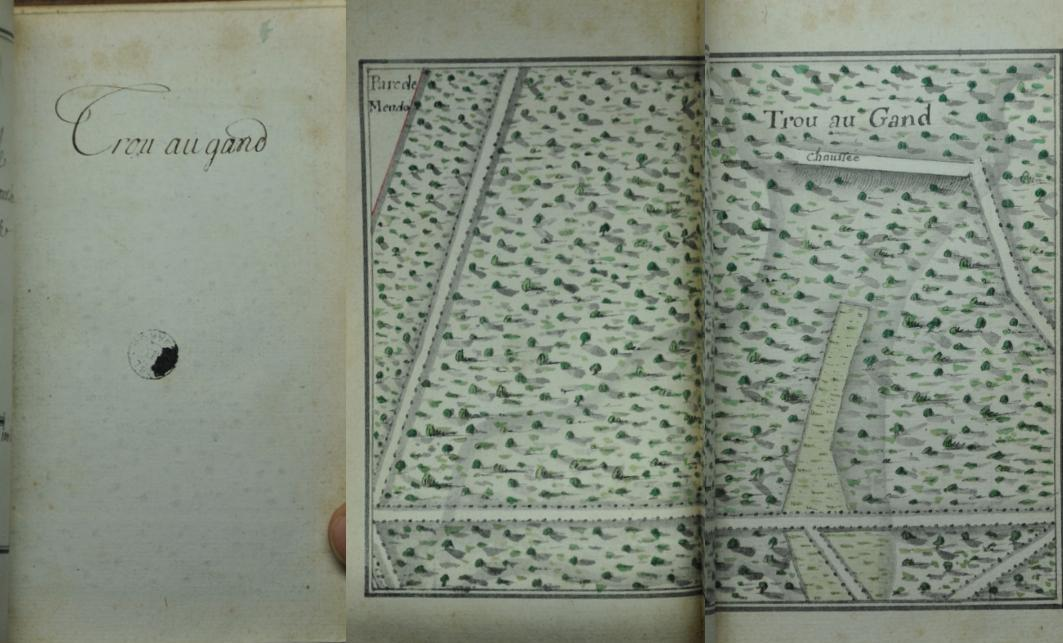
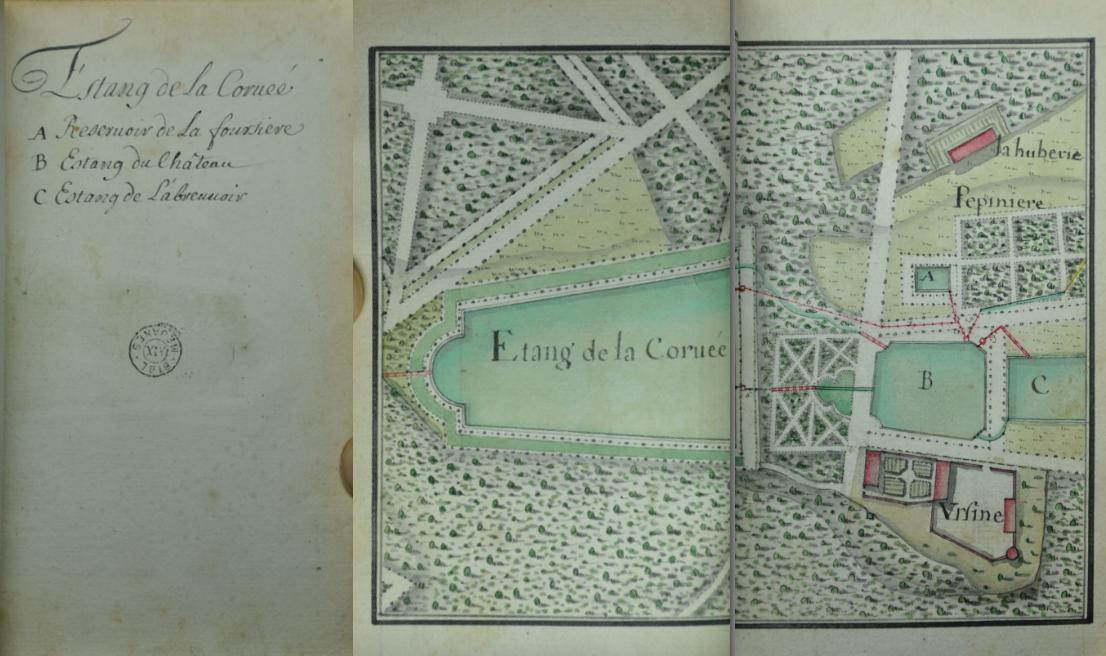
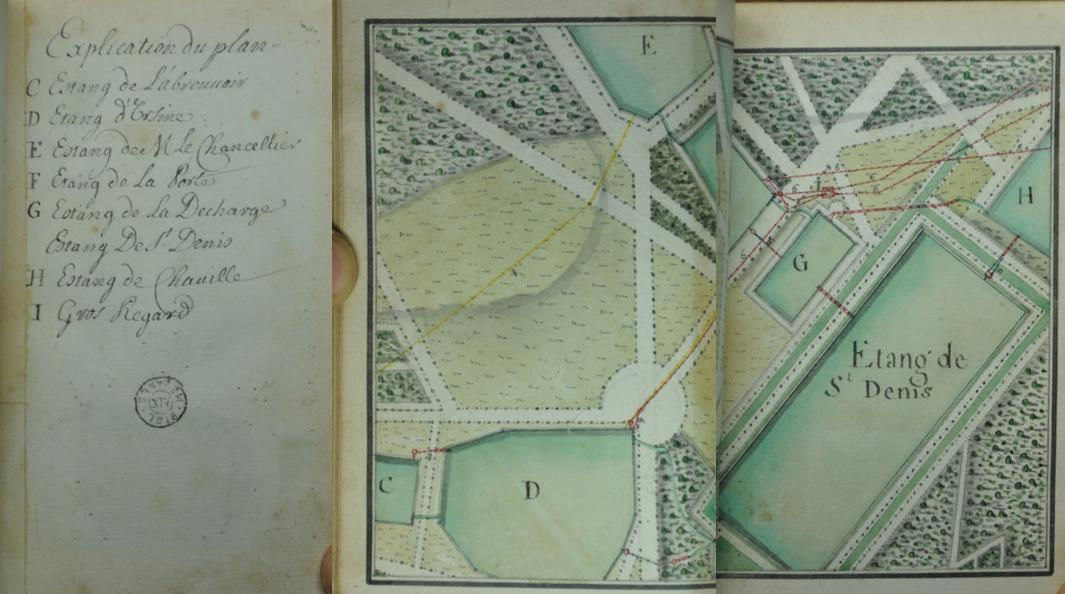
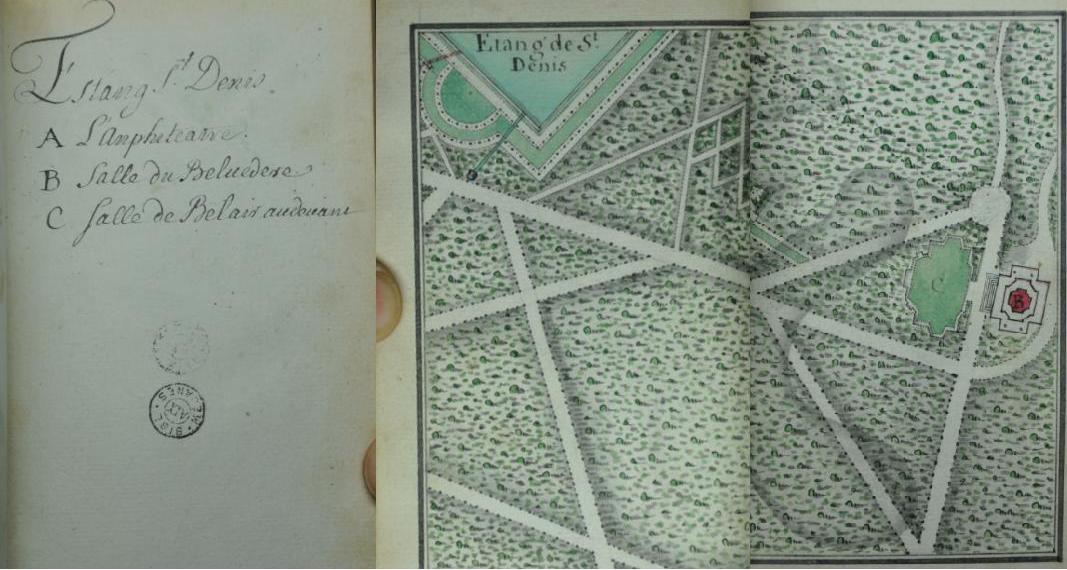
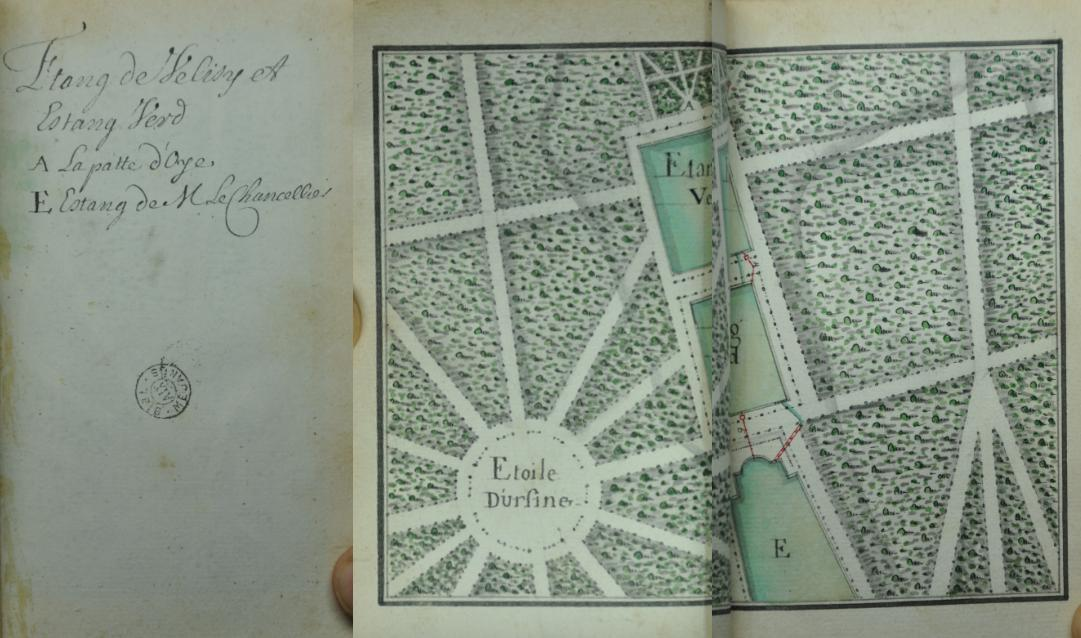
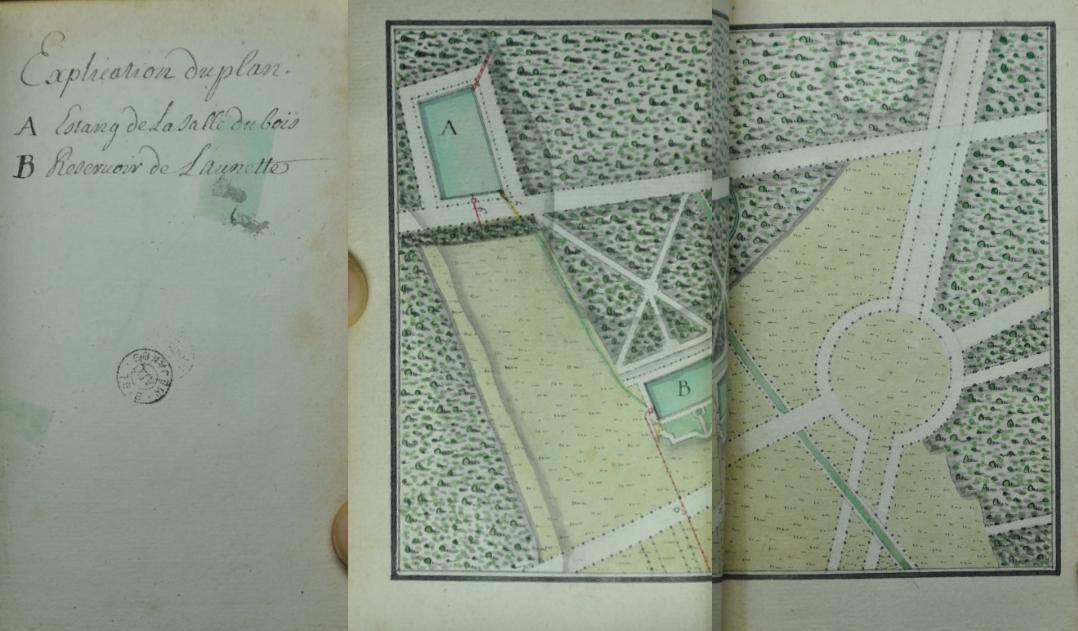
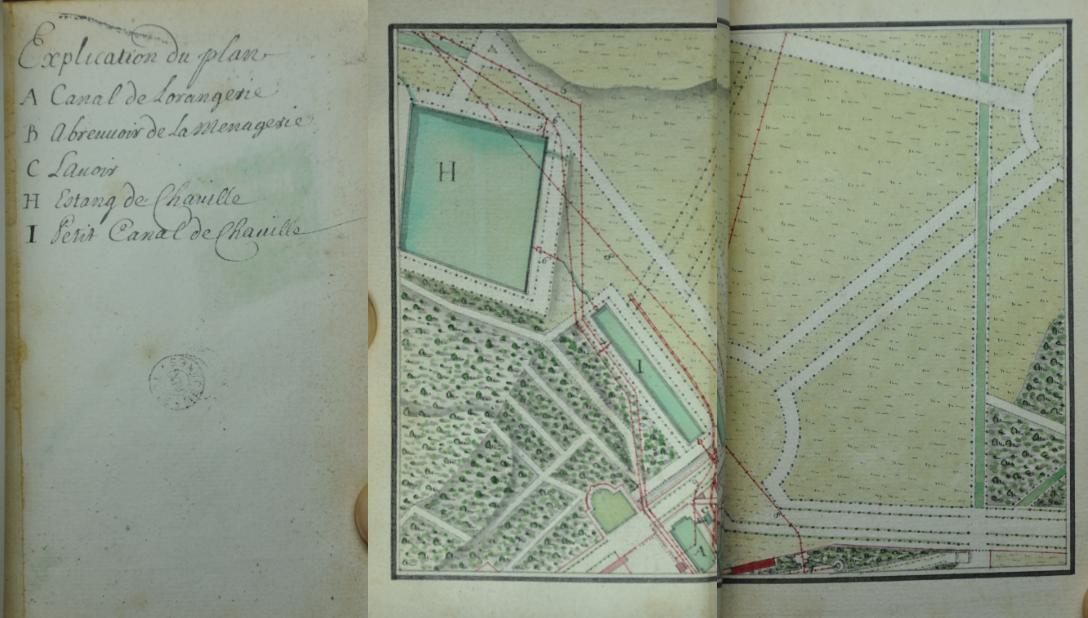
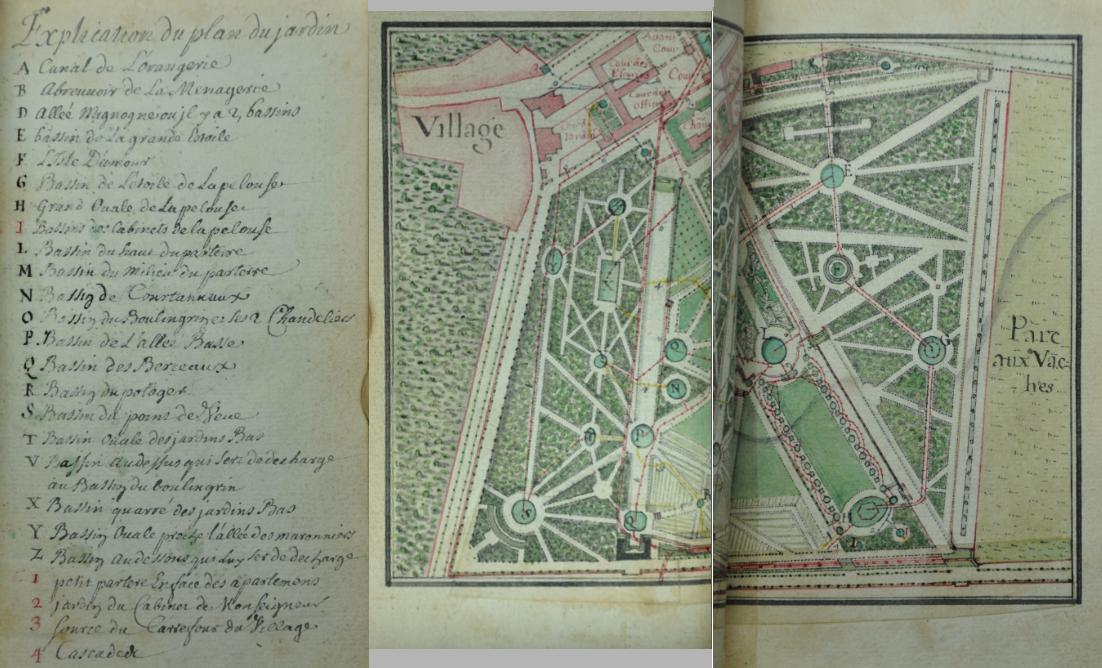
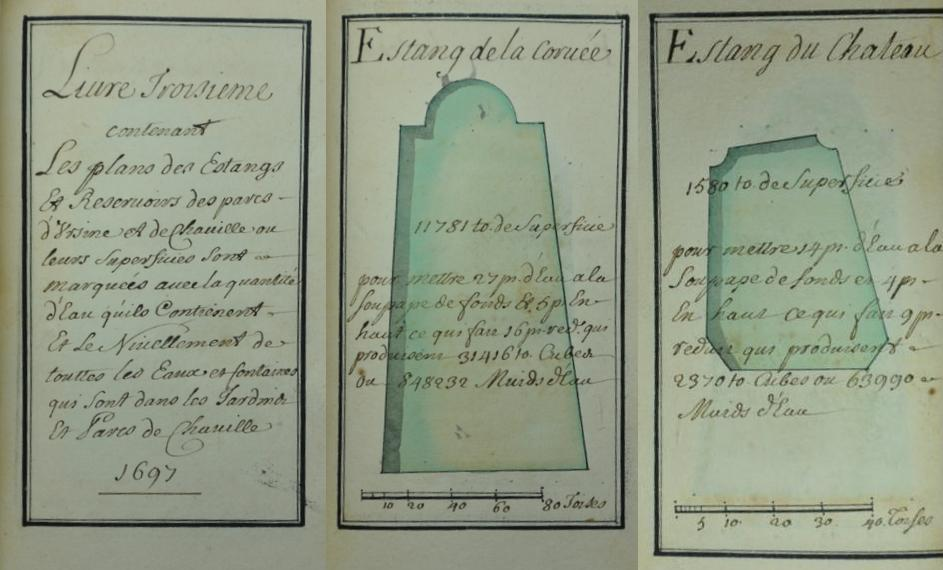
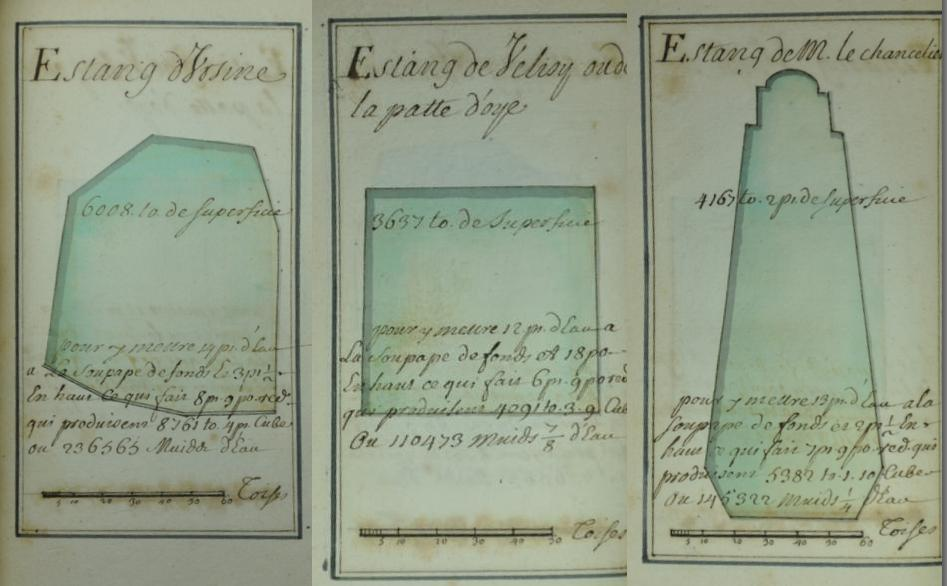
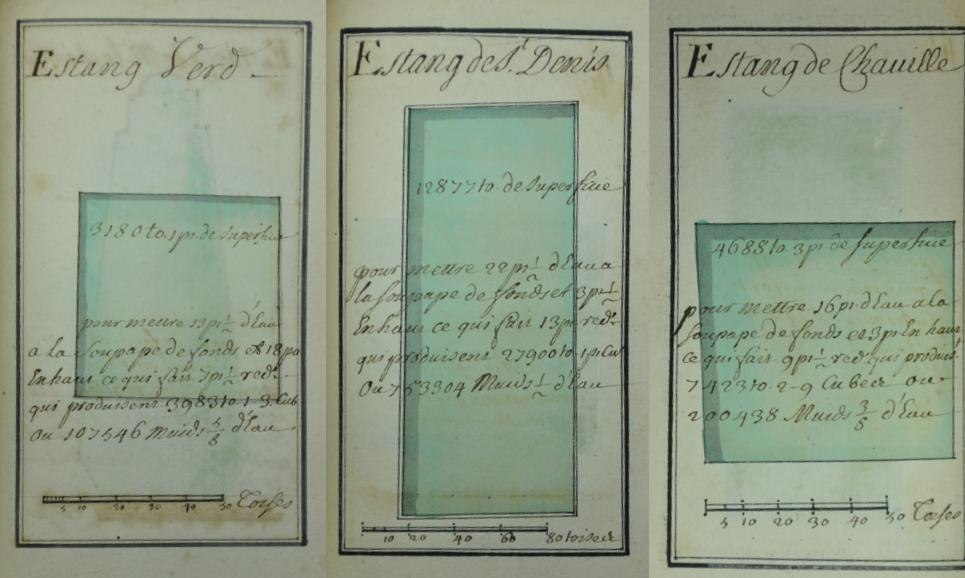
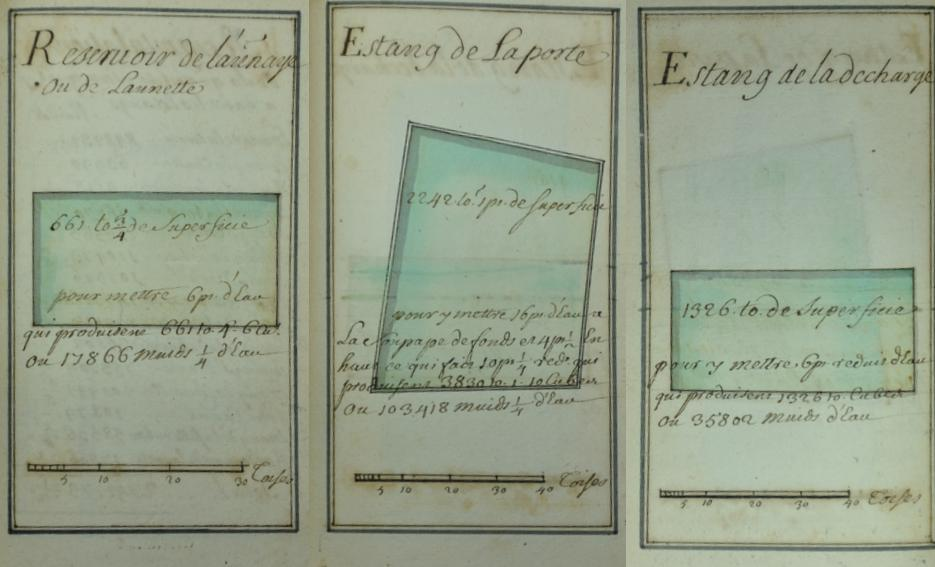
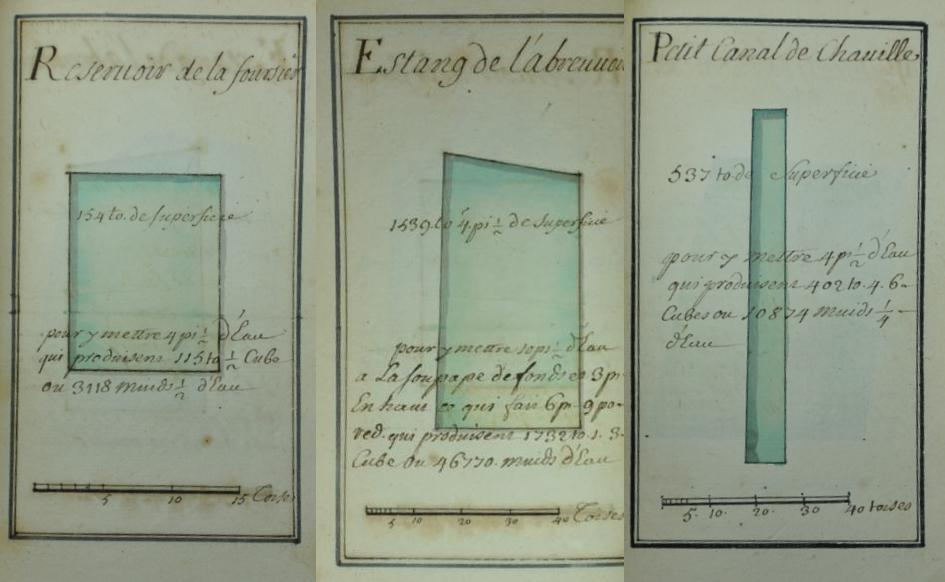
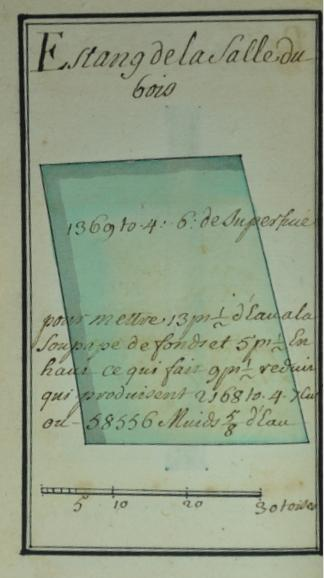

## Sources et bibliographie
- ADAMCZAK Audrey, Robert Nanteuil, Paris, Arthena, 2011.
- ANDRE Louis, Le Tellier et Louvois, 1982.
- ANDRE Louis, Deux mémoires inédits de Cl. Le Tellier, 1906, Paris.
- BIVER Paul, Histoire du château de Meudon, Paris, 1923.
- BOSSUET, Oraison funèbre de Michel Le Tellier, 1961, Paris, la Pléiade.
- CORVISIER André, Louvois, Paris, 1983.
- DASSE Abbé (curé de Chaville), Chaville historique, Paris, 1897.
- DEVEDJIAN Franck, "Le château de Chaville sous le règne de Louis XIV", in Bulletin des Amis de Meudon, no 261, septembre 2015, p. 4 à 22.
- DEVEDJIAN Franck, Manière de montrer Meudon, Les Amis du Paysage Français, 2013.
- GILLET (abbé) Joseph, Camille Le Tellier de Louvois, 1884, Paris.
- GROUCHY, Vicomte de, Meudon, Bellevue et Chaville, 1893, Mémoires de la Société de l'histoire de Paris et de l'Ile-de-France.
- HAMILTON HAZLEHURST, Franklin, Des jardins d'illusion, le génie d'André Le Nostre, Somogy, traduction française de 2005.
- LESCOT Pierre, Chaville, des origines à 1596, 1987.
- LE TELLIER Charles-Maurice, Lettres inédites à son père (1667-1668), 1931.
- PEROUSE DE MONTCLOS Jean-Marie, Étienne-Louis Boullée, 1969.
- ROUJON Jacques, Louvois et son maître, 1934, Paris.
- ROUSSET Camille, Histoire de Louvois, 1861, Paris.
- SCHLUMBERGER François, Chaville et Viroflay, mille ans d'histoire, 1997.
- TELLIER, Luc-Normand, Face aux Colbert : les Le Tellier, Vauban, Turgot… et l'avènement du libéralisme, Presses de l'Université du Québec, 1987.
- THENARD J. F., Bailliages de Versailles et de Meudon, 1889, Versailles.
- Primi Visconti, Mémoires sur la cour de Louis XIV, 1673 - 1681, introduction et notes de Jean-François Solnon, Perrin, 1988.